# История Санкт-Петербурга середины XVIII века

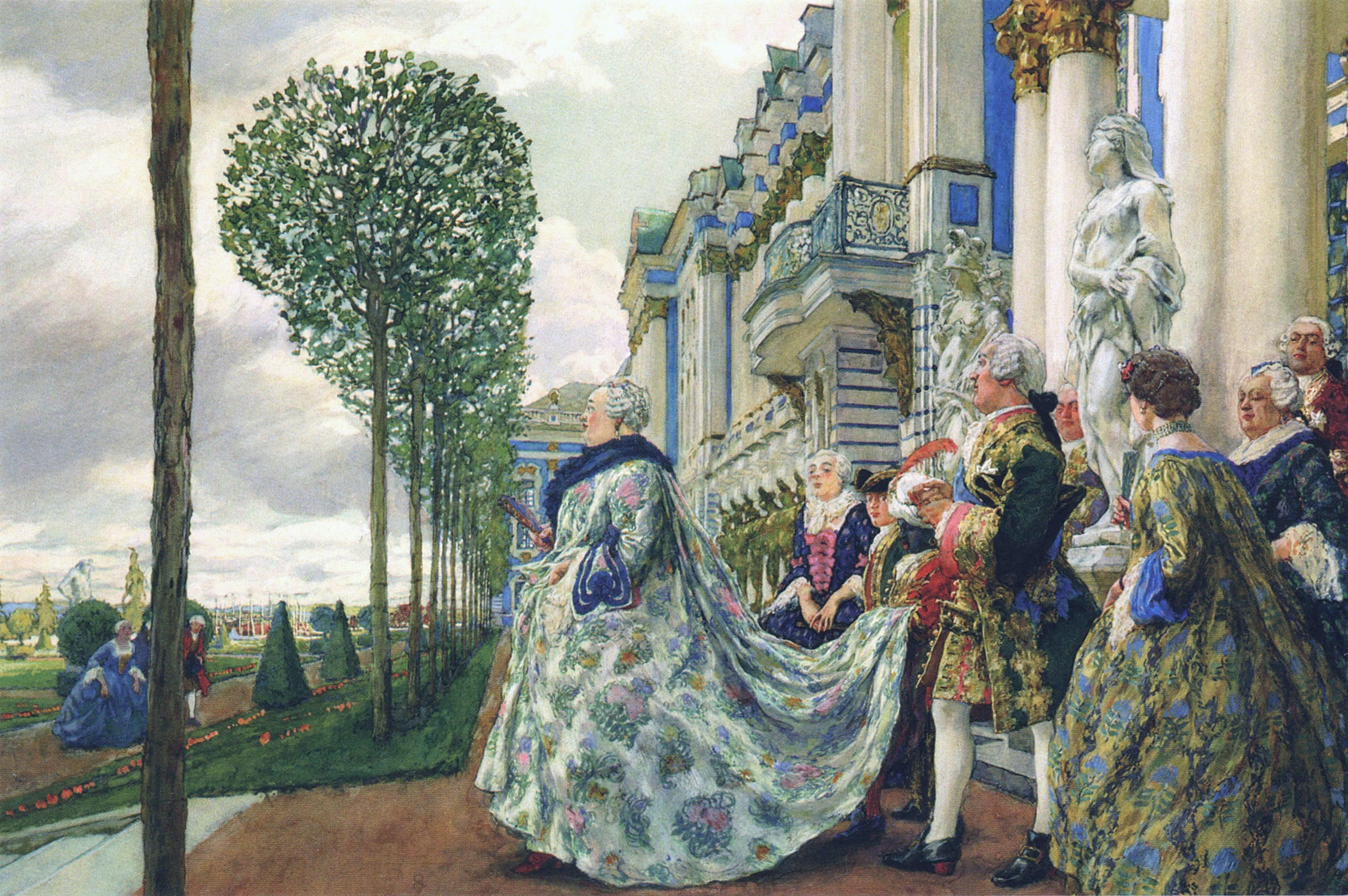
Е. Лансере. «Елизавета Петровна в Царском Селе» (1905).

История Санкт-Петербурга середины XVIII века охватывает историю города с момента смерти Петра I в 1725 году и до восшествия на престол Екатерины II в 1762 году. Основная часть этого периода пришлась на царство Анны Иоанновны и затем Елизаветы Петровны.
Несмотря на то, что в истории Петербурга петровскую эпоху принято считать важнейшим этапом, периоды правления Анны и затем Елизаветы были также крайне важными этапами в градостроительной истории Петербурга. Именно в период Анны и затем Елизаветы сформировалась современная градостроительная традиция, предопределившая дальнейшее развитие города. После смерти Петра I императорский двор и вслед органы управления переместились в Москву, обрекая Петербург на запустение. Однако Анна Иоанновна в начале правления восстановила жизнь в Петербурге и сформировала полноценный русский двор. После пожаров, уничтоживших значительную часть города, при участии Миниха и Еропкина Анна инициировала перепланировку городских улиц. Были сформированы основные проспекты и улицы в центре города.
В эпоху Елизаветы было построено множество роскошных дворцов, в основном по проектам Бартоломео Растрелли. В елизаветинскую эпоху происходил расцвет русского двора, а вместе с ним расцвет изобразительного, музыкального и театрального искусства. В этот период зарождались русский театр и русская поэзия. Середина XVIII века — также эпоха дворянского произвола против всех людей недворянского сословия. Массовые репрессии (биронщину) устраивал фаворитом Анны — Бироном.
Несмотря на активное строительство, Петербург оставлял впечатление возникающего и полупустого города. Санкт-Петербург представлял собой сеть поселений, располагавшихся радиально вокруг основных транспортных лучей, идущих из центра — города. К середине XVIII века Адмиралтейская сторона окончательно сформировалась, как городской центр вопреки тому, что Пётр I желал сделать центром Васильевский остров. Центр города после серии масштабных пожаров оказался сформирован лучами главных магистралей в сторону Адмиралтейства. Были сформированы три перспективы, расходящиеся от архитектурных доминант Невского, Вознесенского проспектов и Гороховой улицы.

## История

### Период смуты
Период после смерти Петра I сопровождался эпохой политической смуты. Его традиции продолжала взошедшая на престол вдова Екатерина I, которая в начале, будучи женой шведского драгуна, попала в плен к Шереметеву, а затем её перекупил Меньшиков. В свою очередь её обнаружил Пётр и решил на ней жениться. Екатерина правила всего два года и умерла.
По завещанию власть передавалась 12-ти летнему внуку Петра — Петру Алексеевичу II, сыну казнённого Алексея. Приближенный Петра Великого князь Меньшиков попытался выдать замуж за Петра II свою дочь, однако юный царь под влиянием семьи Долгоруковых сослал Меньшикова в Сибирь. Сам императорский двор поспешил уехать в Москву для коронации юного императора и там оставался, однако за день до своей свадьбы на Екатерине Долгоруковой, юный царь скончался. Хотя формально Петербург оставался столицей, императорский двор осел в Москве.
После смерти Екатерины I градостроительная жизнь затухла, город начал стремительно пустеть и разрушаться, так как Пётр I не успел создать привлекательные условия для жизни, в том числе и знати. Многие дворянские семья, имевшие ещё крепкие родословные связи с Москвой и её губернией, устремились обратно. Вслед за императорским двором город покинули многие ведомства — коллегии, канцелярии, Правительствующий Сенат и Святейший Синод. Многие жители Петербурга, состоявшие из вынужденных переселенцев начали массово покидать город. В какой-то момент город оказался запустевшим. В нём почти не осталось жителей. Чтобы предотвратить падение города, в 1729 году под угрозой каторги ремесленникам, купцам и ямщикам было велено возвращаться в город и дальше там жить. После этого в городе начали устраивать массовые поджоги.
Вместе с городом погибал и Балтийский флот, оказавшись на грани системного краха. В 1727 году только 15 из 50 числившихся по штату линейных кораблей и четыре из 18 фрегатов были готовы выйти в море, так как остальные корабли сгнили. С 1727 по 1730 года не было построено ни одного корабля. Многие здания, в том числе и образцовые оказались заброшены хозяевами, недостроенными стояли административный квартал на Васильевском острове, Здание Двенадцати коллегий, многие другие постройки пострадали от непогоды и наводнений.

### Аннинский период
Анна Иоановна — изначально вдовствующая курляндская герцогиня и дочь брата Петра I — Иоанна Алексеевича была возведена царским двором на престол после скоропостижной смерти Петра II, так как её рассматривали, как уступчивую и далёкую от политики женщину. Однако взойдя на престол, Анна взяла ситуацию под свой контроль, решила вернуть царский двор в Петербург и дальше развивать город по завету Петра I. Она позволила старой аристократии остаться в Москве, но разделяла реформаторские идеи, начатые Петром I. Готовясь к торжественному вступлению Анны Иоанновны и её императорского двора в Петербург в 1732 году, в городе была проведена массовая, хотя и проведённая наспех реставрация. Несмотря на то, что город был приведён в лучший вид, в первые годы правления императрицы многие городские улицы продолжали выглядеть опустевшими и разрушенными. Тем не менее процессы возрождения городской жизни были запущены и продолжались при всём правлении Анны. Путешественники, посещавшие город рассказывали о красивых, но полуразрушенных зданиях, уничтожавшихся суровой погодой. На берегу Васильевского острова красовались длинные ряды красивых, но пустых домов. Руководство города поставило задачу снова заселить заброшенные в массовом порядке дома в 1728—1731 годах, убеждая их владельцев вернуться или заселяя туда новых жителей. Возвращение императорского двора позволило возродить жизнь в городе. Под руководством Кристофа Миниха были проведены масштабные преобразования в городе и построены новые районы.

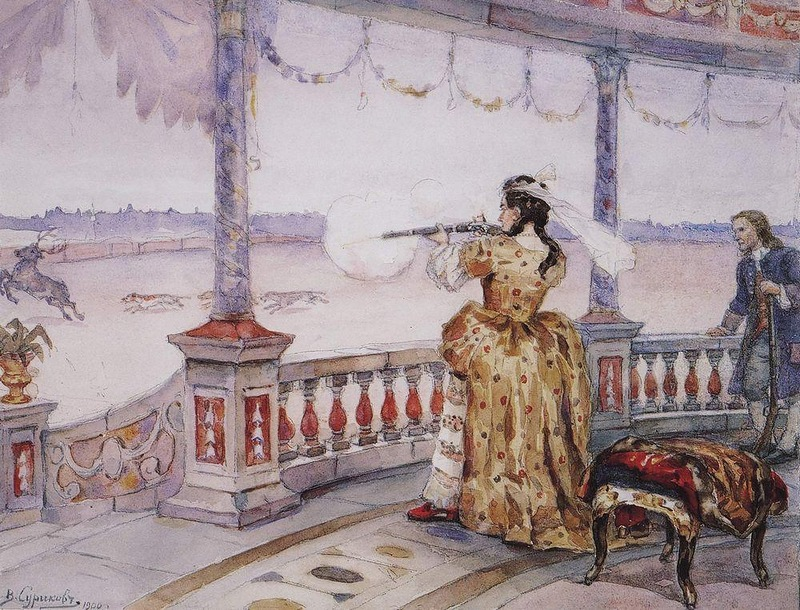
Императрица Анна Иоанновна в петергофском Тампле стреляет оленей. 1900 г., Суриков Василий Иванович

Царица поручила достроить незаконченные при Петре I проекты и обратилась к главному архитектору города Доменико Трезини привести их в порядок к приезду царицы в 1732 году. Анна решила перестроить Зимний Дворец по проекту Бартоломео Растрелли старшего, считая старое здание слишком маленьким для себя. В 1734 году Анна издала «Указ о ширине улиц и Правилах построения зданий», регламентировавший городскую застройку. Императрица также взялась за восстановление петербургского флота. По её распоряжению с 1731 года были возобновлены боевые учения на Балтике, на верфях Адмиралтейства начал строиться корабль Слава России. В 1732 году была сформирована комиссия во главе с Андреем Остерманом, занимавшаяся финансированием и строительством кораблей. Петербург наряду с Архангельском стал главной кораблестроительной базой.
В 1736 году в Петербурге вспыхнул массовый пожар. Была уничтожена застройка Большой Морской и Малой Морской улиц, каменный Гостиный двор. Между Мойкой, Невским проспектом и главпочтамтом сгорели около 100 домов. Второй массовый пожар в 1737 году уничтожил множество зданий, включая множество особняков князей, графов, генералов и послов. Были уничтожены свыше тысячи домов. Население в этот момент жило в постоянном страхе потерять свои дома в огне.
Итогом пожаров стало учреждение комиссии о Санкт-Петербургском строении, которая регламентировала дальнейшую застройку Петербурга с целью уменьшения количества деревянных зданий в городском центре. Под руководством архитектора Петра Еропкина был составлен генеральный план Петербурга, закреплявший городской центр на Адмиралтейской стороне и отдельные проекты по планировке и застройке центральных районов. Еропкин спроектировал трёхлучевую систему, где здание Адмиралтейства стало началом пучка трёх проспектов. Анна при всём её вкладе в градостроительство сыскала дурную славу, в том числе за свою расточительность, позволяя править во дворе немецкой придворной клике Бирона. Несмотря на это, именно под надзором Анны были налажены масштабные, осознанные и логически выверенные работы по градостроительной деятельности, проводившиеся как в самом городе, так и в его пригородах. Этот процесс продолжался и после смерти Анны, в период междуцарствия — правления малолетним Иоанном Антоновичем при регентстве герцога Бирона и затем его матери Анны Леопольдовны.
После смерти Анны в 1740 году следующим правителем был провозглашён Иван VI — сын её племянницы Анны Леопольдовны при регентстве матери. В 1741 году произошёл дворцовый переворот, в результате которого на трон взошла Елизавета Петровна — дочь Петра I, заручившись поддержкой у петербургской гвардии и немецкое влияние при дворе почти исчезло.

### Елизаветинский период
Взошедшая на престол в 1741 году дочь Петра I — Елизавета Петровна хоть и продолжила единую линию градостроительных преобразований, начатую Анной, но в большей степени интересовалась дворовой жизнью и культурой, позволяя вести государственные дела её фаворитам Разумовскому и Шувалову. Сама Елизавета была возведена на трон для борьбы с немецкой кликой, контролировавшей двор при Анне. Внутренняя политика Елизаветы сопровождалась покровительством развивающегося купечества и расширения прав помещиков в ущерб простолюдинам.

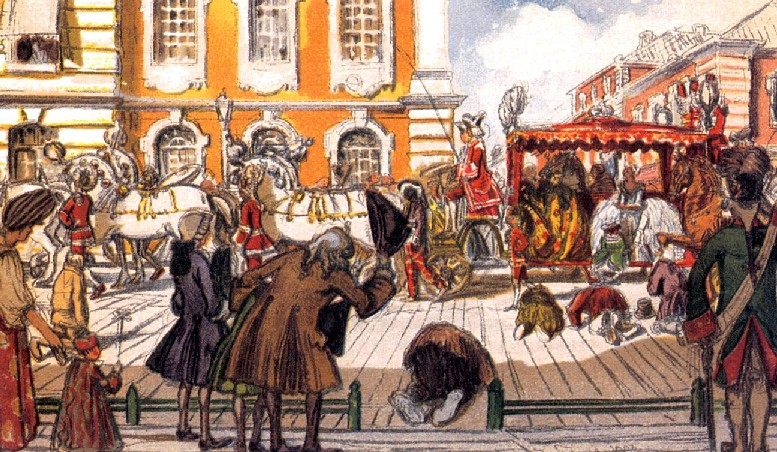
Горожане встречают карету с Елизаветой

При Елизавете Петербург продолжал активно развиваться и расширяться по градостроительной программе, сформированной ещё при Анне. Елизавета выделяла особенно много средств на строительство роскошных дворцов. Главным архитектором в этот период стал Бартоломео Растрелли, оказавший огромное влияние на развитие архитектурного облика города и на развитие архитектурного направления барокко. При нём были созданы такие архитектурные шедевры, как Зимний дворец, Петергоф или Смольный собор. При Елизавете происходил расцвет придворной культуры, по своей роскоши превосходившей европейские дворы. В этот период проводились многочисленные балы и маскарады, появилась мода на роскошное убранство во дворцах и пышные костюмы. В этих условиях шло развитие русского театра и русской поэзии. При Елизавете стали ставиться первые представления на русском языке, хотя они и существовали для дворовой публики. Последние годы правления Елизаветы сопровождались расцветом театрального искусства, общественная и художественная репутация в среде дворянства Петербурга стремительно росла и сюда для выступлений стало прибывать множество известных немецких и австрийских музыкантов. Также при Елизавете происходил расцвет живописи.
Наследником Елизаветы стал Пётр III, сын её сестры Анны Петровны, воспитанный в немецком духе и женившийся на принцессе немецкого княжества — Софии Анхальт-Цербской, получившей в России имя Екатерины. После кончины Елизаветы в 1761 году, Пётр III через несколько месяцев был убит своей супругой, ставшей следующей российской императрицей — Екатериной II.
| |
| Проспект вниз по Неве-реке между Зимним дворцом и Академией наук. Гравюра Качалова и Виноградова по рисунку М. И. Махаева, 1753 год |

## Город

### При Петре II
После смерти Петра I и до Анны Иоанновны почти никаких ремонтов не проводилось. Большинство домов было покинуто. Город стремительно приходил в упадок и запустение. На Троицкой площади, бывшей при Петре I городским центром наступило периферийное затишье. В этот период предлагался проект Миниха по реконструкции Васильевского острова для организации на нём городского центра с созданием системы каналов вдоль всех улиц и созданием непрерывной линии бастионов, брустверов и куртин по периметру острова для защиты от врагов и наводнений. Указом Петра II владельцы участков должны были прорыть поперечные каналы шириной около 7 метров напротив своих участков. На острове также планировалось построить главный торговый, гостиный двор и общественный центр. На тот момент вся западная часть Васильевского острова оставалась заболоченной и покрытой таёжными лесами. Также велись работы по строительству каменного Мытного двора, немецкой Лютеранской Церкви и проводились реставрации сгнивших деревянных укреплений набережных Мойки и Фонтанки. Ремонтировались и строились новые мосты, в 1727 году был открыт временный наплавной мост от Исаакиевской церкви до Васильевского острова. До прихода Анны в Петербурге имелось множество районов с недостроенными или не построенными домами со времён Петра I.

### Аннинский период до пожаров
После своего воцарения Анна Иоанновна вернула жизнь в город и возродила его столичный статус. По её инициативе под руководством Миниха начался ремонт многих городских строений, набережных, устройство монументов и триумфальных арок. К 1731 году также закончилось строительство всей трассы ладожского канала. К торжественному прибытию Анны в город у Адмиралтейства была воздвигнута триумфальная арка.

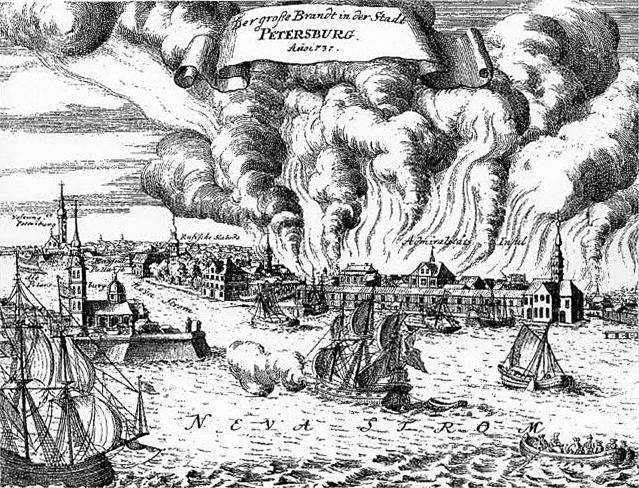
Пожар в Петербурге, 1738 год

Анна запустила медленные, но длительные процессы по реконструкции уже созданных десятилетиями раннее районов. Наибольшей реконструкции подверглись здания, прилегавшие к строящемуся Императорскому дворцу на Адмиралтейской стороне у Адмиралтейской крепости и Адмиралтейской верфи.
От предложенной ныне покойным Петром I идеи формирования городского центра на Васильевском острове окончательно отказались после переноса императорской семьи на Адмиралтейскую сторону и формирования вокруг него городского центра. В этот период перестраивались сугубо утилитарные производственные сараи Адмиралтейской верфи. С 1730 по 1738 года на территории верфи по проекту Коробова был возведён архитектурный комплекс с Адмиралтейской башней. Также была проведена масштабная, но пока безрезультатная реконструкция стрелки Васильевского острова, так как по задумке Анны здесь должен был разместиться торговый центр, сама стрелка располагалась перед окнами императорского дворца.
Крупными градостроительными работами руководил генерал Кристоф Миних. В частности он контролировал реализацию крупных фортификационных проектов — реконструкцию Петропавловкой Крепости, его Кронверка. Миних также осуществил крупные планировочные проекты и подготавливал территории для строительства, проводил работы по устройству новых городских кварталов от Литейной улицы вдоль строящейся улицы Кирочной, тогда 4-я Артиллерийской линии. Была начата прокладка продолжений Царскосельской перспективы и Литейной улицы, соединение Петергофской и Лиговской перспектив. Стали строиться загородные усадьбы по берегам Фонтанки.
Уже в начале 1730-х годов по инициативе генерала Миниха общегородской центр начал перемещаться в зону Императорского дворца, перемещая изначально задуманный Петром I городской центр из стрелки Васильевского острова на Адмиралтейскую сторону. К 1740-м годам центр сформировался у Адмиралтейской верфи и фортеции у зоны строившегося дворца. Границы города стремительно расширялись. Другой городской центр был сосредоточен у Троицкой площади, где у Троицкой церкви располагались трактиры и здание типографии, однако эти здания были уничтожены в 1738 году в пожаре.

### Аннинский период после пожаров
Важной вехой в истории развития Петербурга в середине XVIII века стали вспыхнувшие в 1736 и 1737 годы пожары, уничтожившие значительную часть городской застройки. После этих событий, дальнейшее расширение города велось в рамках разработанной городской топографической службой градостроительной линии. Тогда же начал формироваться современный каркас планировочной системы городского центра.

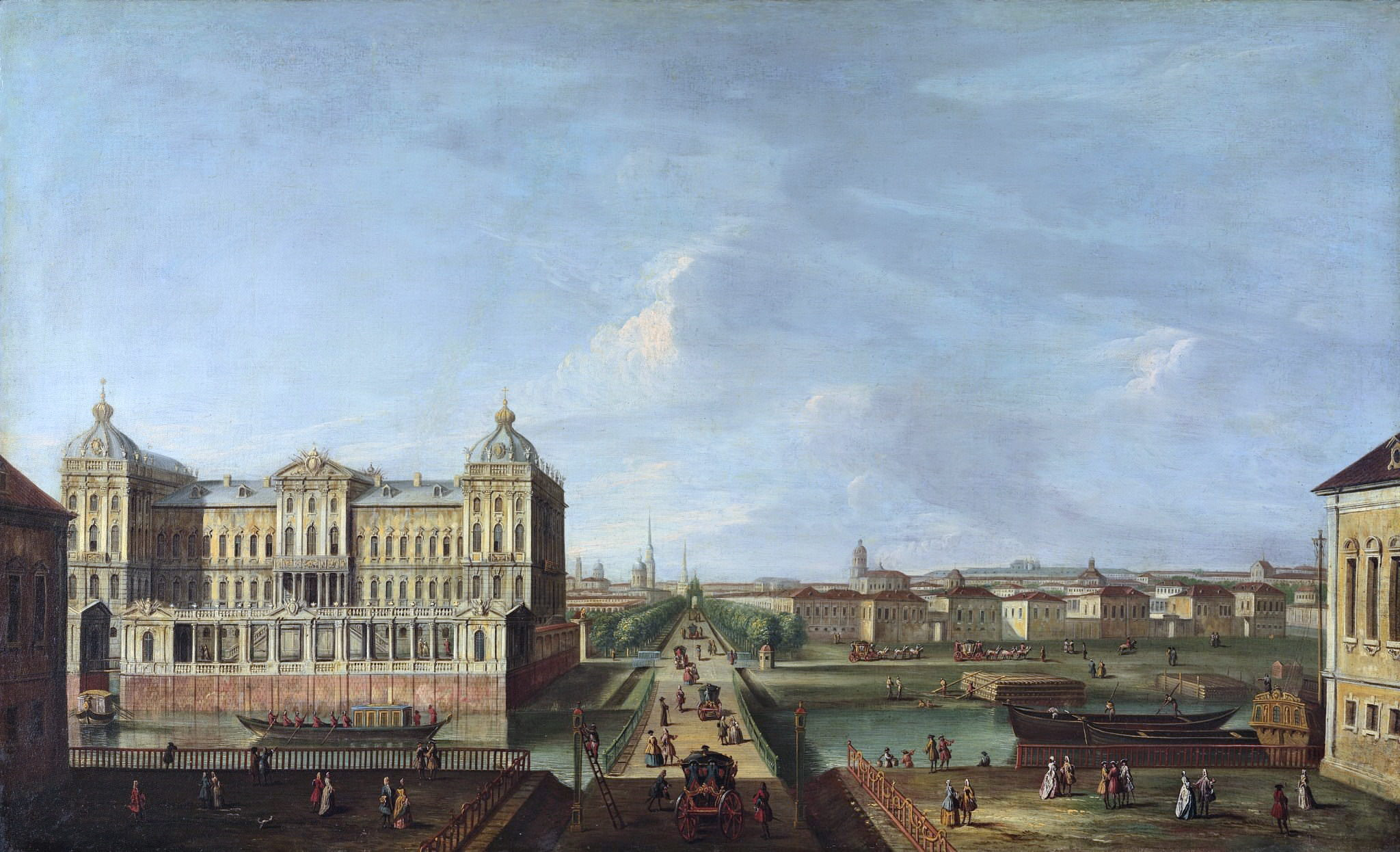
Вид на Невский проспект и Аничков Дворец, 1750 — 1753 года

Градостроительным эпицентром столичного города стала территория Адмиралтейства, также территория у Петропавловской Крепости и восточной части Васильевского острова. Новые проектируемые кварталы приобретали форму квадратов или прямоугольников. Центральный район на Адмиралтейской стороне проектировался по принципу трёхлучия, также называемого «еропкинским треугольником» или невским трезубцем, где относительно башни Адмиралтейства прокладывались три основные городские улицы — Невский проспект, Гороховая улица и Вознесенский проспект. Оси других важных магистралей ориентировались на храмы. В тот период начали формироваться привычные для современников широкие городские улицы c современной шириной фасадов, но пока ещё с низкой плотностью застройки. Новая перспектива, продолжавшаяся от Невской была продлена до Александро-Невской лавры. Были намечены другие большие проспекты с перпендикулярными улицами на Васильевском острове Петербургской стороны. Была заново составлена планировка морских слобод, уничтоженных пожаром. В Коломне и Литейной части была разбита сеть улиц, также была намечена Владимирская площадь и загородные дороги. Разрабатывались проекты гвардейских слобод за Фонтанкой.
В 1737 году в рамках расширения города были уточнены городские границы и Петербург оказался поделён на пять полицейских частей — Адмиралтейскую, Васильевскую, Санктпетербургскую, Литейную и Московскую. Разрабатывалась городская топонимика, каждая улица в проектном плане или подлежавшая реконструкции получала официальное название. На следующем этапе были проработаны вопросы о размещении военных полков вокруг города и придании их слободам статуса городских предместий.
Одновременно велись работы по упорядочиванию землевладения в Санкт-Петербургской губернии. К 1740 году были составлены межевые карты с планами к ним для поместий, уездов и поселений. В Ингерманландии осуществлялась массовая раздача земель под мызы и малые деревни.
При Анне начала развиваться система доходного домостроения, в городе появлялись доходные дома, чьи помещения сдавались внаём.

### При Елизавете
В царствование Елизаветы Петровны в Петербурге продолжалась единая линия градостроительных преобразований, начатая Анной. Современники при Елизавете описывали Петербург, как город противоречий, где великолепные кварталы соседствовали с лесом, деревянными избами и развалинами. Леса обрезали городские районы, от чего обширные панорамы города были недоступны несмотря на равнинную местность. Также в городе, почти в его городском центре, имелось множество пустырей и сама плотность застройки была низкой, что выделяло Петербург на фоне других европейских столиц или Москвы, так как последние десятилетия город активно расширялся при слишком медленном для этого росте населения. На Адмиралтейском лугу, тогда ещё пустыре, паслись коровы. Дома часто стояли вдалеке друг от друга. Широкие проспекты на фоне низкой плотности застройки оставляли впечатление равнин, становившихся пыльными летом, тонувшими в грязи осенью и превращавшиеся в катки зимой. Ещё при Петре I здания строились наспех и не качественно, быстро приходя в негодное состояние. В итоге при Елизавете петровские здания стояли в полуразваленном состоянии.

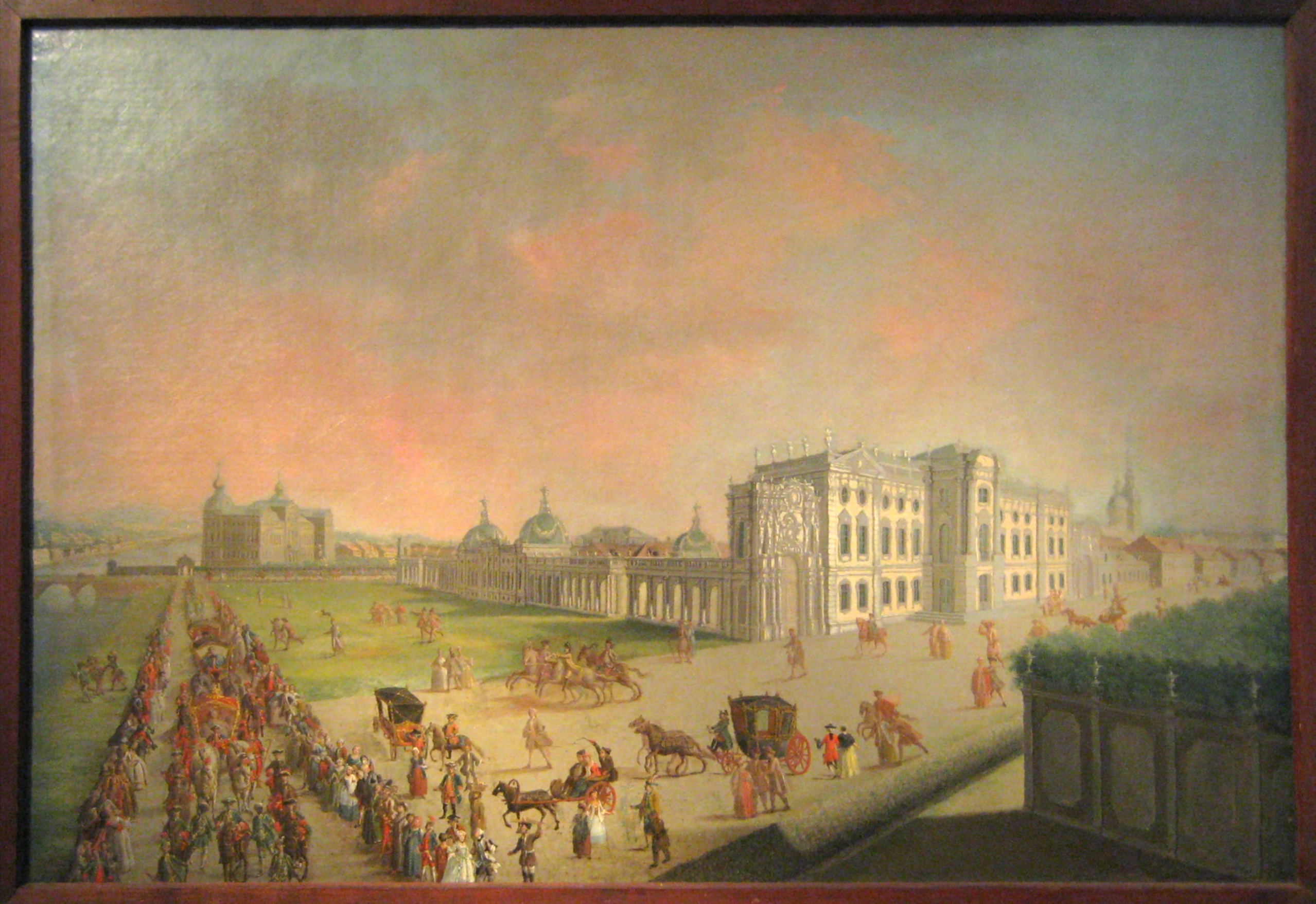
Проезд Елизаветы Петровны мимо Шуваловского дворца

Тем не менее несколько кварталов с депрессивной застройкой исчезали и застраивались каменными домами. Больше всего красивых кирпичных застроек было сосредоточено на участке между Невой и Мойкой, а также на берегах Невы. Хотя здания строились в одну линию, из-за низкой плотности они редко примыкали друг к другу.

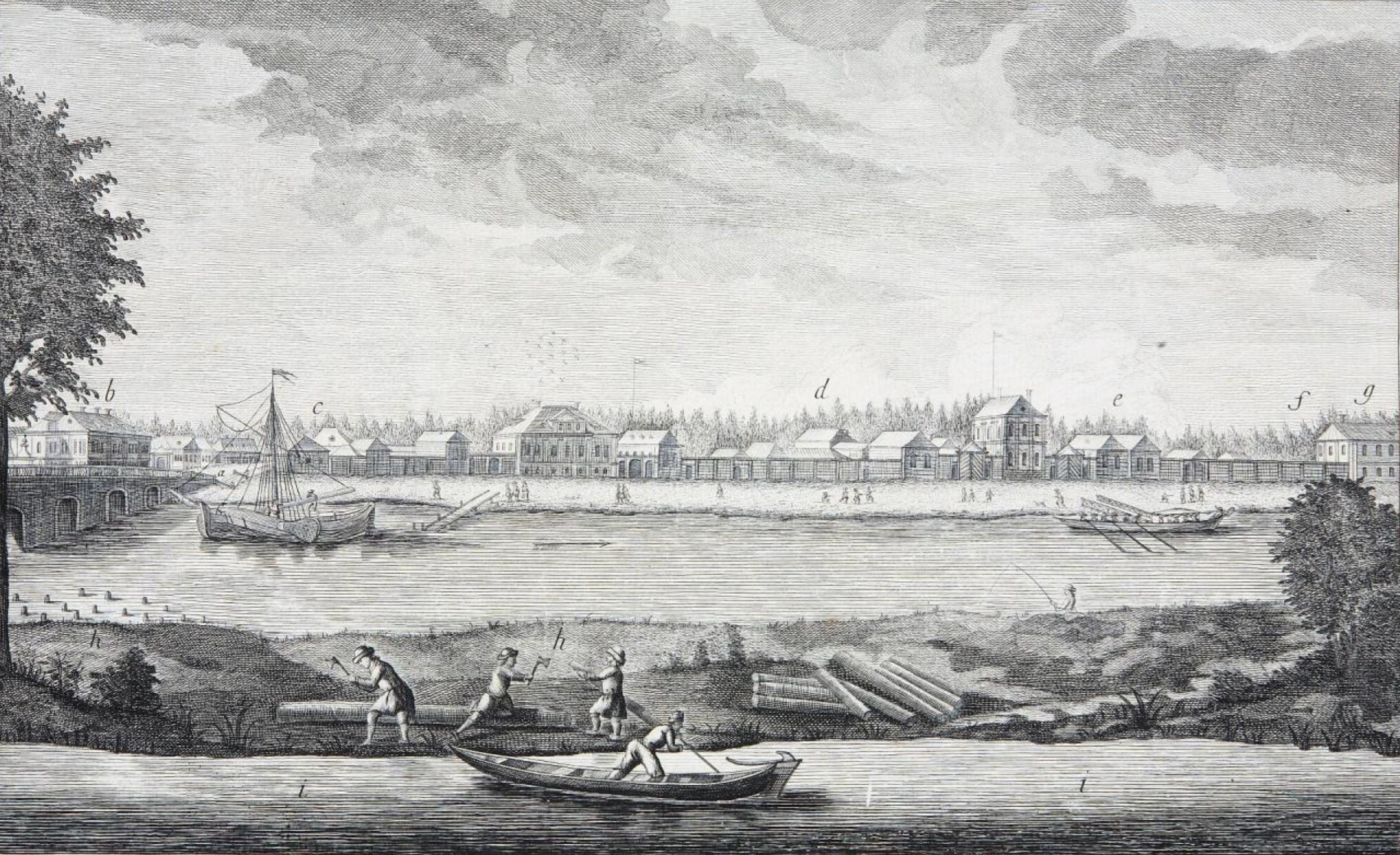
Вид на Фонтанку у Калинкина моста, 1762 год

В этот период сложно определить границы, так как город стремительно расширялся и в рамках проектов появлялись новые кварталы. Границей города в тот момент считалась Фонтанка, на левом берегу которого стояли предместья. На Васильевском острове черта города заканчивалась за 13 линией, за которой располагались предместья. Регламентировалась городская застройка, на набережной Невы дозволялось строить только каменные дома высотой не менее двух этажей, по Фонтанке дозволялось строить деревянные здания, но на каменном фундаменте. Основная часть постройки на Фонтанке состояла из садов и загородных дач вельмож. Примерно треть построек была государственной, куда помимо императорских дворцов, входили здания различных учреждений, ведомств, казармы и государственные складские помещения. В Петербурге при его обилии пустырей почти не было пастбищ и полей для возделывания из-за болотистых участков. Огородные участки составляли почти 11 % от городских площадей. При Елизавете Петербург не был единым городом, а скорее представлял собой сеть разделённых Невой поселений с собственными рынками, приходами и атмосферой. Непосредственно сам город располагался вокруг Адмиралтейства. Это обуславливалось отсутствием мостов через Неву, и часто городские районы во время непогоды или плывущего льда оказывались отрезаны друг от друга и существовали автономно.
Для Елизаветы важную роль играла эстетичность городской застройки. При ней начало воздвигаться множество зданий, выделявшихся своим более масштабным парадным видом в сравнении с предшествовавшими десятилетиями. Главной градостроительной инициативой Елизаветы по восшествии на престол стало строительство Аничкова Дворца, располагавшегося в тот момент на границе города в открытой местности для её фаворита и вероятно тайного мужа Разумовского. По инициативе императрицы также велось благоустройство садов на Фонтанке и их озеленение деревьями. В 1744 году для императрицы был построен деревянный Летний дворец, на чьём месте позже будет воздвигнут Михайловский замок.
К середине XVIII века менялся не только внешний облик зданий, но и их характер. Если в начале века основная часть зданий состояла из практичных построек, необходимых растущему городу, то отныне город начал застраиваться дворцами и церквями. К концу царствования Елизаветы, город претерпел качественные преобразования, в нём исчезли многие полуразрушенные здания, были построены такие известные дворцы, как Зимний, Аничков дворцы, Смольный монастырь, Никольский собор, Воронцовский, Строгановский дворцы, Гостинный двор и другие.

## Градостроительство
Как и при Петре I, новые здания дозволялось стоить по образцовым чертежам. Были введены правила застройки города не только по образцовости домов, но и по принципу ансамблевости и регулярности. За градостроительными нормами следил Салтыков. По приказам Анны многие изначально деревянные здания были перестроены в каменные. В городе массово сносились деревянные переведенские слободы и участки освобождались под застройку морским и адмиралтейским служителям. Активно раздавались порожние места под дворы знати. Застраивалась Московская часть, пространство между Фонтанкой и Мойкой. Большая часть зданий была деревянной, многие здания — мазанки покрывались штукатуркой. 

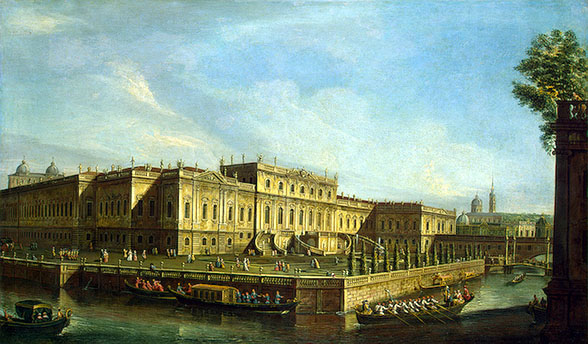
Летний дворец Елизаветы Петровны. М. И. Махаев (1756 г.).

Для борьбы с заброшенными и недостроенными зданиями в 1733 году был выпущен указ об ускорении строительства участков на Адмиралтейской стороне, в противном случае пустые участки изымались у их владельцев, а участки с недостроенными домами продавались. Владельцам домов было велено ремонтировать свои здания на Московской стороне, Васильевском и других островах. Владельцами домов у Невы и каналов ниже Адмиралтейства требовалось ремонтировать деревянные набережные напротив своих участков. Также звучали призывы застраивать участки на Васильевском острове под угрозой их изъятия. Раннее на Васильевском острове Пётр I раздавал представителям знати участки для принудительного строительства там городского центра, но многие дома не были достроены. При Анне было строго запрещено делить жилые участки и продавать части другим. Основные вопросы по городскому развитию решались в масштабах целого города в рамках централизованного управления.

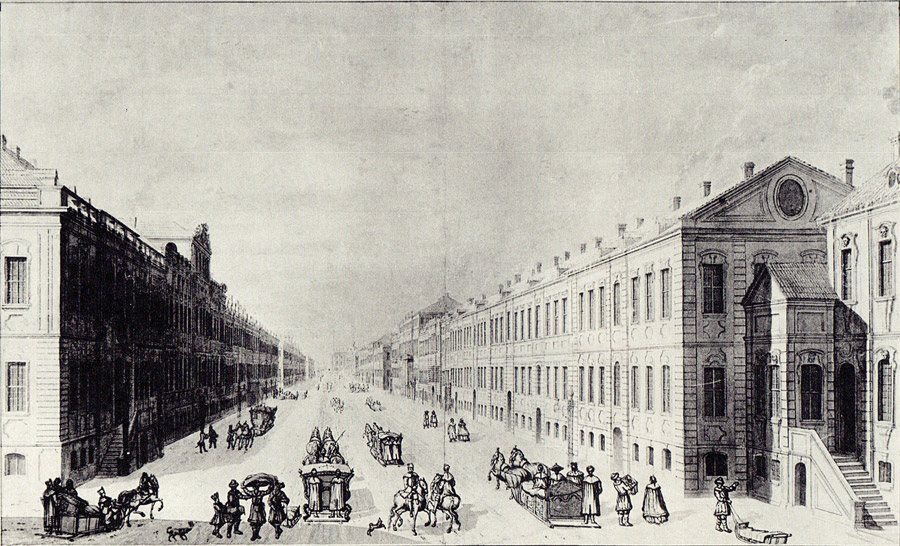
Миллионная улица, 1751 год

К 1730-м годам укрепилась градостроительная концепция к стремлению слитности регулярного фронта застройки на набережных линиях и акцентирование доминантных застроек острыми шпилями. Пространство Невы стало главным объединяющим элементом в городской композиции. Происходило укрупнение участков в сравнении с петровским временем, застройка у красного канала больше приобретала черты дворцовых зданий. Большой луг между Летним садом и Миллионной улицей оказался включён в городское пространство.
Елизавета уделяла особое внимание эстетическому облику города, в частности она стремились изгнать из центральных районов дома и места скопления простого народа. Харчевни и кабаки переносились из знатных улиц в специально на то отведённые районы и к рынкам. Елизавета вступила в конфликт с Сенатом, имевшим хорошие доходы с кабаков на центральных улицах, в то время, как императрица хотела избавиться от всех вывесок на знатных улицах. Вслед за этим последовал указ, требовавший от мастеровых размещаться внутри дворов и позади знатных улиц. При Елизавете было запрещено оставлять в окнах битые стёкла и оставлять нечистоты против дворов.
Елизавета в 1760 году отменила повинность дворян по обязательной постройке в Петербурге, которая фактически не исполнялась уже 35 лет. Также в 1761 году отменили петровский указ селиться в определённых районах по признаку профессии. В елизаветинский период вместе с расширением границ города возник кладбищенский кризис, так как имевшиеся кладбища поглощались городом, и людям стало нахватать места для похорон у приходских церквей. Из-за излишней плотности в приходских кладбищах начал образовываться трупный запах. Приказом императрицы хоронить отныне дозволялось только на специально отведённых участках за чертой города.

#### Комиссия о Санкт-Петербургском строении
Массовые пожары вспыхнувшие в 1736 и 1737 годы привели к реформированию единой линии градостроительного развития Петербурга. Изначальная идея восстановить пострадавшие от пожара участки города была переросла в проект по реконструкции всех территорий города по принципам регулярности и ансамблевости, изначально сформулированным Петром. Городу постепенно требовалось придать столичный облик. По своим масштабам данный проект не имел аналогов ни в России, ни в Европе и реализовывался следующие десятилектия вплоть до 1761 года. Специально для этой цели была сформирована комиссия о Санкт-Петербургском строении. Комиссия заведовала системой проектирования и строительной деятельностью — коллегиями и канцеляриями, в которых работали архитекторы и строительные подразделения. Канцелярия городовых дел выступала общегородским подрядчиком типовых и индивидуальных проектов. В её состав вошли начальники главных ведомств, между которыми поделили городские районы. В задачу комиссии также входило составление плана существующей застройки с помощью геодезической съёмки.

План столичного города Санкт-Петербурга с изображением знатнейших проспектов. 1753 год

В Петербурге работала городская топографическая служба для составления городского топографического плана, составленного представителями Академии Наук, прежде всего Петром Еропкиным. Для успешного воплощения плана перепланировки города были привлечены лейб-гвардейцы, с чьей помощью проводились инструментальные съёмки. На их основе Комиссия разрабатывала проекты для этой территории. За этим процессом следила Анна Иоанновна. Она могла лично вмешиваться в проекты и утверждала наиболее проработанные варианты развития территорий. Вместе с разработкой генеральных планов шла застройка образцовых слобод, в основном ведомственных и полковых, которые осуществляли ведомство над застройкой Петербурга.

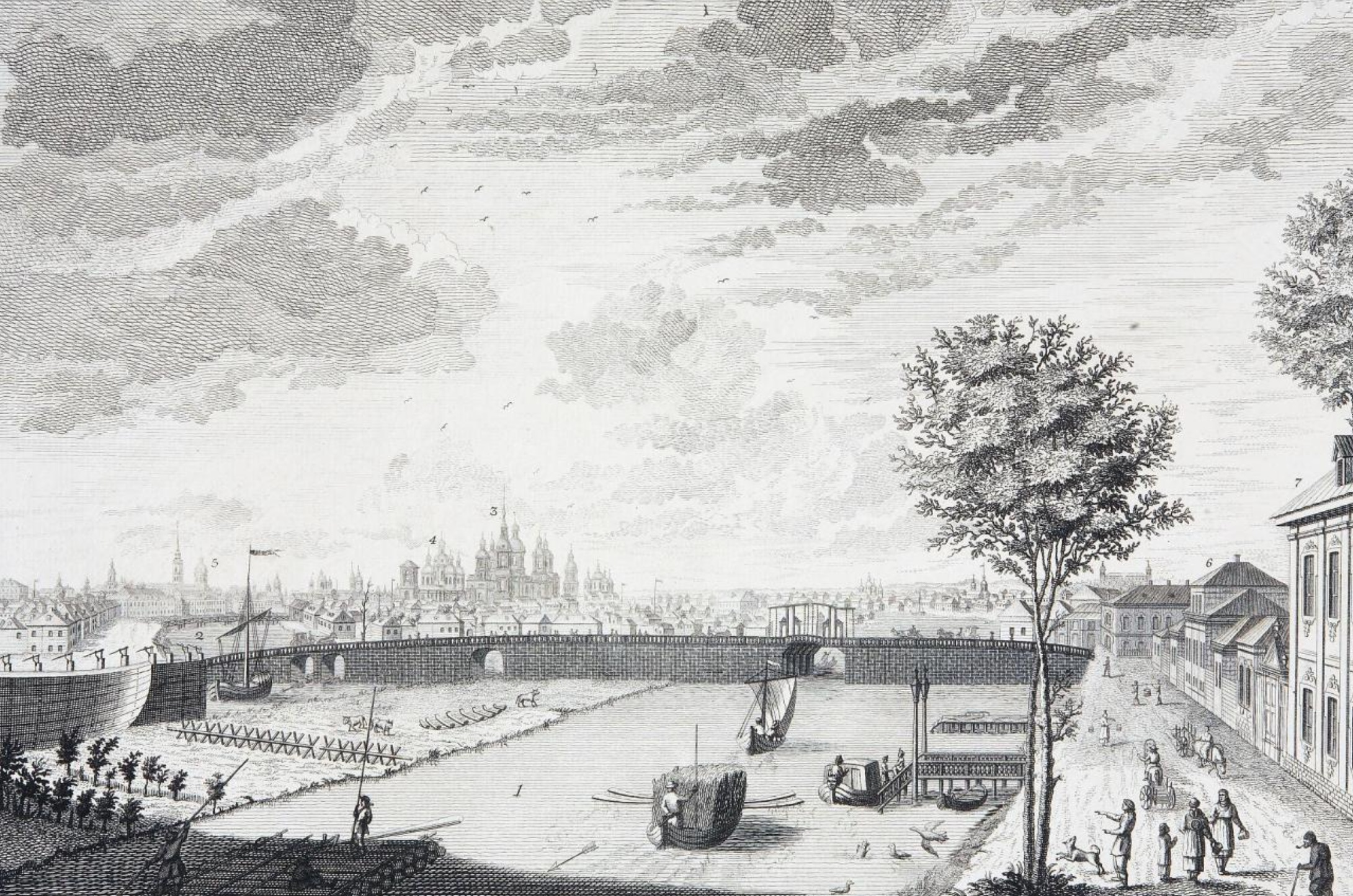
Вид на Калинкин мост через Фонтанку, 1762 год

Раннее контроль за выполнением градостроительной деятельности осуществляла Главная полицмейстерская канцелярия, отныне ей требовалось в этом вопросе подчиняться комиссии и следить за исполнением градостроительных нормативов под контролем Комиссии. Также после пожаров были созданы особые административно-градостроительные комиссии, следившие за исполнением противопожарных регламентаций. Все эти учреждения образовывали единую системную градостроительную политику Петербурга.
Городское руководство для налаживания этой системы обращалось к градостроительному опыту Петра I, также сумевшего в своё время скоординировать работу разных ведомств. В этих условиях автономию на строительные работы сохраняла Адмиралтейств-Коллегия и с 1739 года полки лейб-гвардии на строительство полковых слобод. Строительством Зимнего дворца заведовала специально для этого созданная контора.
Была введена чёткая регламентация застроек на всех городских участках по этажности зданий, строительным материалам, количеству общественных зданий. Формировалась сложная система градостроительного, архитектурного, противопожарного, градостроительно-экономического и социального законодательства. Разрабатывались очередные проекты образцовой застройки. Регулировался размер и расстояние между постройками на площадях. Формирование жилых и производственных территорий велось по «слободскому» признаку, слободы стремились строить в рамках упорядоченной геометризации. При проектировании районов создавались прямые улицы и их ориентация на вертикальные доминанты построенных или планируемых к строительству храмов. Все территории проектировались, как городские ансамбли. Хотя такой подход к строительству был типичен для Петра I, планировавшимся при нём улицам была свойственна унылость и механистичность, стараниями Еропкина, проектируемые районы приобретали черты ансамблевости, виртуозности и эстетизма.
Комиссия сыграла ключевую роль в дальнейшем градостроительном развитии Санкт-Петербурга. Отныне градостроение стало сложным процессом с участием министерств, а не прихоти монарха и его приближённых. В данный период были сформированы городские районы формировались широкими и прямыми перпендикулярно расположенными улицами, таким образом к 1761 году в центре Петербурге сформировался современный каркас планировочной системы.

## Домашнее обустройство

### Дворцы

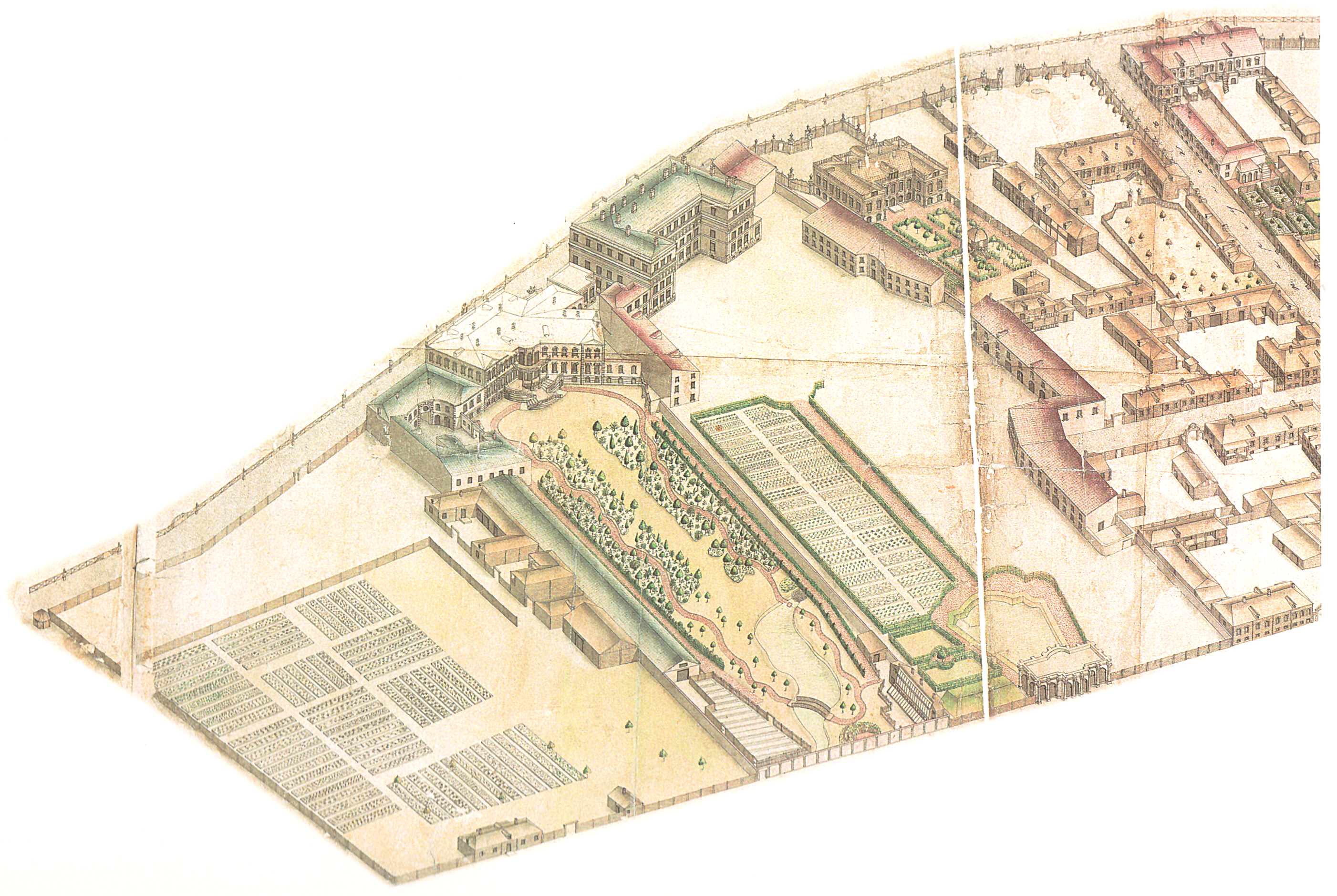
Дворцы на набережной реки Мойки между нынешней улицой Глинки (слева) и Фонарным переулком (справа) из аксонометрический плана

Царствование Анны Иоановны и особенно Елизаветы Петровны — эпоха огромных и роскошных особняков, возводившихся в самом городе и у его границ и где жили дворяне. Для дворцов было типично схожее оформление фасадов и внутренних помещений. В частности, во втором этаже располагались парадные покои, украшаемые самыми крупными окнами. Внутренние помещения украшались золоченной скульптурой, зеркалами, шпалерами, драгоценными обивками, резными орнаментами, живописными плафонами и картинами. Каждая деталь в оформлении помещения представляла собой произведение искусства. Если хозяин дворца не мог себе позволить подобную роскошь, то белил стены или обклеивал помещения бумажными или набойчатыми обоями. Модой среди знати пользовалась золотая и обитая дорогой тканью мебель английского или французского производства.
Помещения строились анфиладой, то есть сквозным образом. В каждой комнате располагалась танцевальная, спальня, столовая, будуар, библиотека, гостиная, через которые можно было пройти насквозь. Так как при планировке дворцов учитывалась стремление хозяина к демонстрации роскоши, для жизни они были не удобны. Из-за длинных коридоров и анфилад возникали сквозняки, жители дворцов страдали от холода, часто хворали.  Из-за тонких деревянных перегородок в помещения проникал уличный шум.
Многие дворцы высшего дворянства при своей внешней пышности строились наспех и из некачественных материалов, отчего почти сразу же начинали разрушаться. Ситуацию усугубляла болотистая почва и сильные перепады температуры. Большая часть дворцов была деревянной и страдала от частых пожаров. Качество петербургских дворцов высмеивалось во всей России.
Причиной некачественного строительства служило то, что хозяева дворцов прежде всего стремились продемонстрировать видимую роскошь, но не рассчитывали жить в них в течение продолжительного времени, поэтому экономили на строительстве. Часто попавшие в немилость дворяне лишались своих дворцов, участки передавались другим вельможам или становились государственным учреждениями, дворцы могли по нескольку раз менять своих владельцев. Также дворец могли в любой момент снести, если императрицы задумывали на этом месте построить собственные резиденции. Территории вокруг дворцов были как правило запущенны и покрыты мусором. Фонтанка, вдоль которой в середине XVIII века располагалось множество дворцов со слов современников выглядела, как «грязное болото» или «гадкий узкий дворишко».

### Городская постройка
Именитые горожане строили здания, формировавшие первые городские кварталы. Как правило это были дома с толстыми кирпичными стенами, «английскими» окнами с украшенными орнаментами вокруг них и над воротами. До массовых пожаров 1736 и 1737 годах дома застилали деревянными, тесовыми крышами, после запретительного указа дома дозволялось обшивать металлическими или черепичными крышами. 

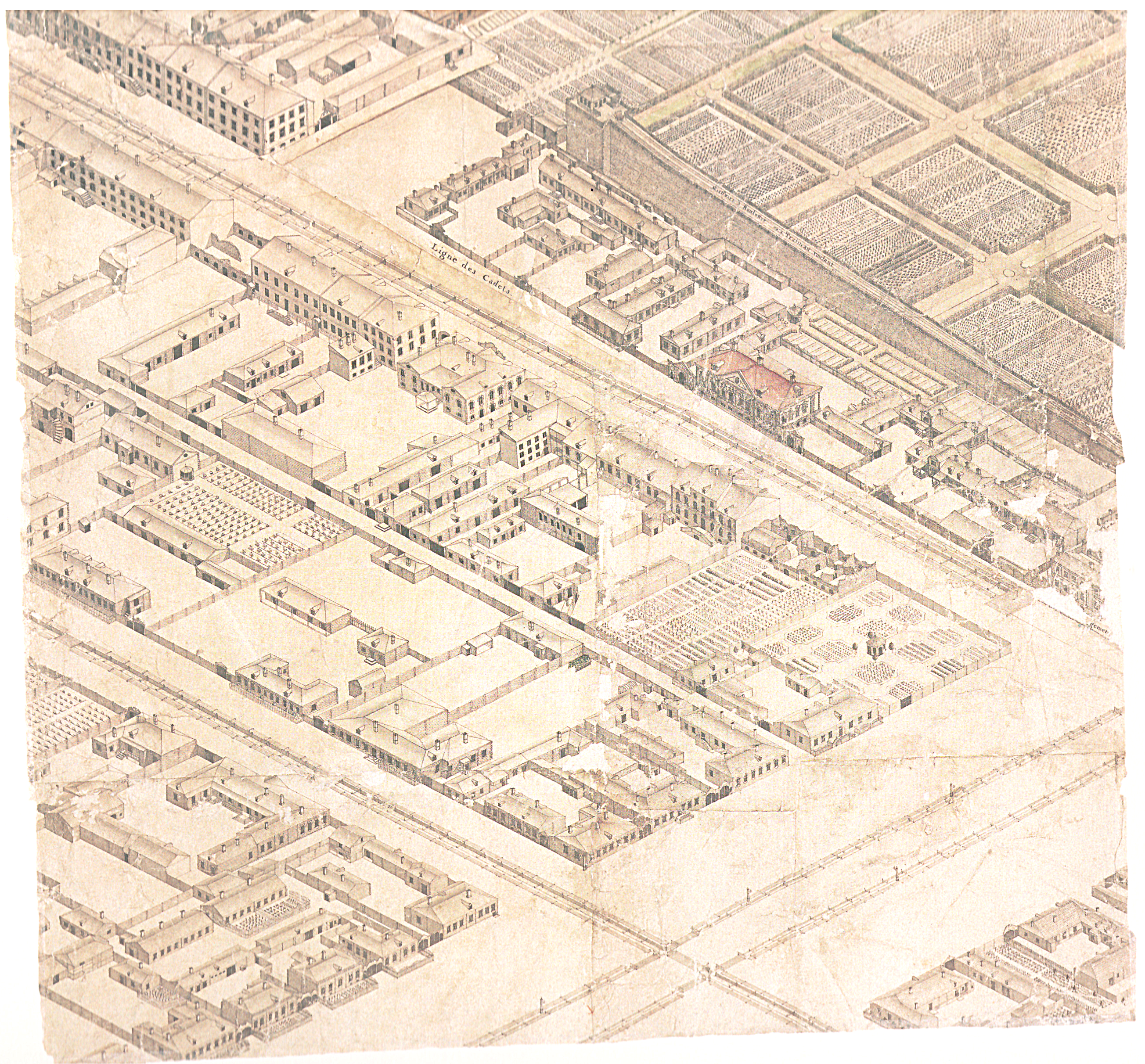
Городской участок между 1-й, 2-й линиями В.О. и на пересечении Большого проспекта В.О (снизу). На улицах видны каналы, которые будут засыпаны при Екатерине II.

Большинство городских зданий не превышали двух этажей с высоким подвалом, возвышавшимся на полметра над уровнем мостовой и образовавшим дополнительный полуэтаж. Распространённым типом жилья выступали «полутораэтажные» дома, половиной этажа называлась небольшая по площади надстройка в центральной части над нижним этажом. Верхний, неотапливаемый этаж назывался в городах мезонином или горницей, там как правило жили подросшие дети. Строительство полностью каменного дома считалось слишком затратным даже для обеспеченных, многие россияне, в том числе и обеспеченные продолжали по традиции предпочитать деревянный дом каменному и строили дома смешанного типа — частично кирпичные и деревянные, находя компромисс между привычкой и престижностью. Такие деревянные дома штукатурились, придавая им почти неотличимый облик от кирпичных, так как это повышало престиж дома. Многие дома, построенные в принудительном порядке ещё при Петре гнили и рассыпались. Дома строились как правило на болотистом грунте. Многие здания, построенные в данный временной период хоть и могли выглядеть красиво, но часто строились некачественно, из плохих материалов, от чего постройки часто не просыхали и сырели. Так как здания строились с полуподвальным этажом, было сложно организовать проход кареты, они проходили либо через задние ворота или же над проходом сносился второй этаж, от чего своей высотой проход напоминал триумфальные ворота.  

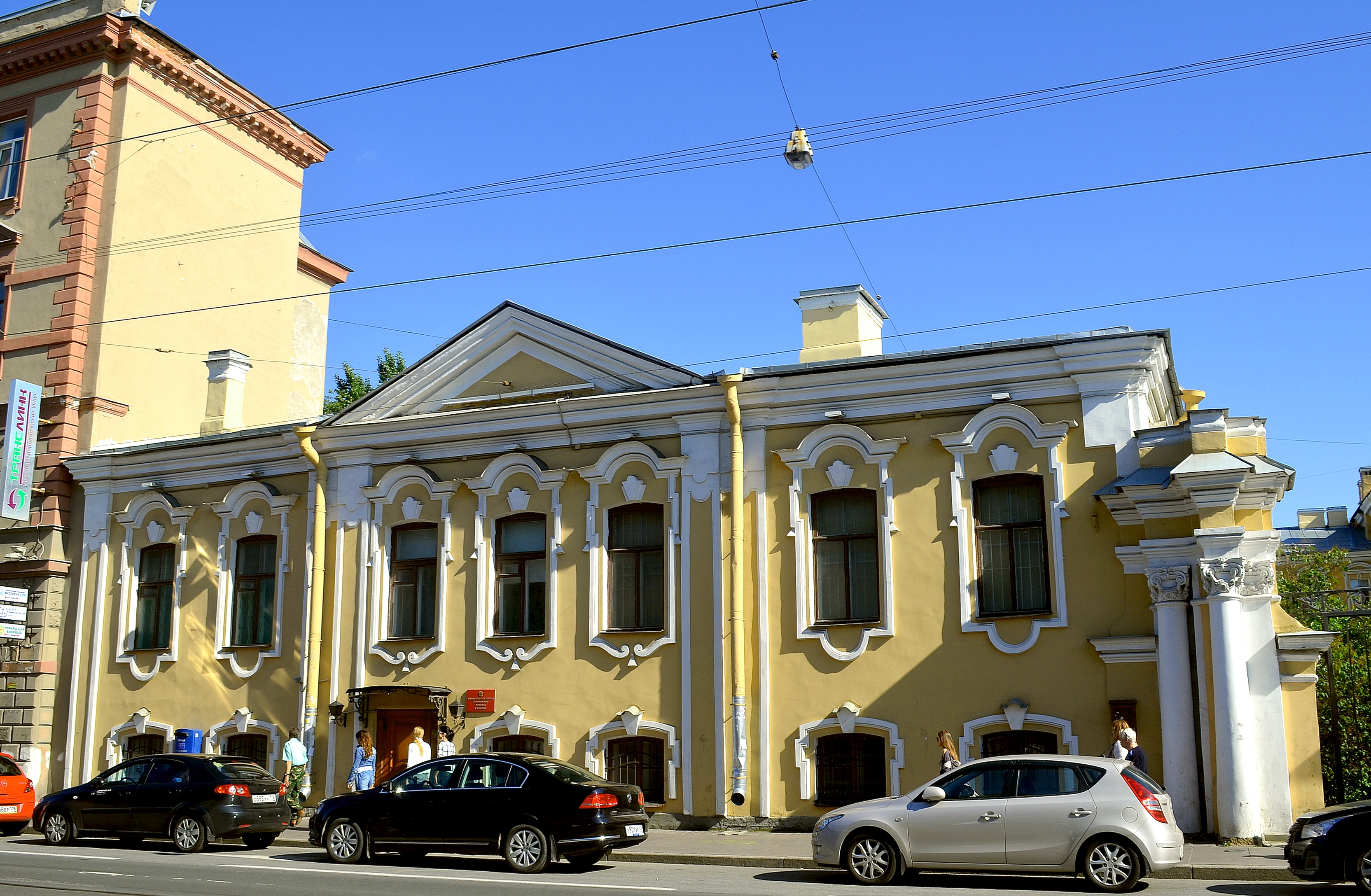
Пажеский корпус дворца Воронцова, является образцом типового одноэтажного (c высоким подвалом) городского каменного здания середины XVIII века

Под жилое помещение приспосабливали верхний, деревянный этаж в здании, там жила семья хозяина дома. Первый этаж и полуподвал чаще всего приспосабливался под коммерческие цели в зависимости от рода занятий хозяина дома. Ремесленники устраивали на нижних этажах мастерские, торговцы — торговые палаты или склады. Многие хозяева дома сдавали нижние этажи и подвалы ремесленникам или торговцам. Если хозяин дома не был ремесленником или купцом, а также не сдавал нижние этажи, то он устраивал там кладовую, кухню и хозяйственные помещения. Он также мог селить на нижних этажах прислугу.
Во внутреннем дворе дома или особняка располагались служебные постройки — кухня, баня, дровяной сарай, погреба и кладовки. Также во внутреннем дворе часто располагались конюшни, коровники и курятники. В большинстве домов имелись ледники, которые строились над землёй из двойных стен.
Обои внутри помещения зажиточных горожан встречались редко, стены могли белиться или реже покрываться тканями. Помещение украшали несколько столов, стульев и зеркал. Большая часть жителей Петербурга, будучи православными, вне зависимости от своего денежного положения устраивали красный угол с иконами для молитв. Крупные кафельные печи стояли на балках чёрного пола, из-за чего возникали частые пожары. Для борьбы с пожарами дома запрещалось топить после пяти вечера. Дымоход открывался после того, как огонь разгорался. В зажиточных домах печи покрывались голландскими изразцами или были просто кирпичными. Окна в зиму забивались плотно паклей, этим занимались конопатчики.

### Жилища бедняков
Окраины города были застроены в основном избами или лачугами, в которых жили «подлые». Деревянные дома в основном были одноэтажными. Деревянный дом не обязательно принадлежал беднякам. Деревянные дома хорошо сохраняли тепло . Как правило в этих домах были высокие подвалы, иногда кирпичные. Дома бедняков представляли собой деревянные низкие здания со всеми комнатами на первом этаже. Зимой окна плотно заколачивались. Русские крестьяне спали семьями или артелями до 20 человек на полу или скамье, подстелив рогожи. Бельё стирали у рек и каналов, в том числе зимой в проруби, зимой бельё сушили внутри помещений. Так как реки зимой замерзали, в городе имелись простолюдины, прорубавшие лунки и получавшие деньги от близлежащих домов за поддержание проруби.

### Постой
На каждого владельца дома распространялся квартирный постой, обязывавший селить у себя солдат и содержать их за свой счёт. В среднем на каждую печь в доме полагалось по два солдата. Постойная повинность была самой обременительной из всех тогда существовавших повинностей, особенно если домовладельцу приписывался придворный штатский, которому хозяин дома обязывался предоставлять лучшие комнаты. Почти каждый домовладелец был обязан бесплатно давать кров, дрова и свечи военным, чиновникам и придворным служителям. От постоя освобождались только за «особые заслуги», в этом случае домовладелец вешал на здание особую табличку. Многие строили на участке «чёрные избы», отдельные помещения для солдат во дворе участка, становившиеся чёрными от того, что солдаты были склонны разводить сильный огонь.

## Инфраструктура
В 1730 году шло массовое укрепление берегов Невы и их очистка, а также починка имевшихся мостов. От жителей требовали за свой счёт укреплять, ремонтировать набережные и очищать реки каналов напротив своих домов. Каналы в тот период были укреплены только деревом, которое постоянно гнило и требовало частых ремонтных работ. В 1736 и 1737 годах была углублена Мойка, выпрямлены её берега и укреплены деревянными щитами. Водные магистрали играли самую важную роль в транспортной системе города. По каналам и рекам передвигались по городу, доставляли дрова, продукты. На всех набережных и небольших гаванях строили пристани. В конце 1750-х годов началось возведение гранитной набережной у Зимнего дворца, но её строительство было завершено при Екатерине II. Основным местом для стоянки судов и верфью была построенная при Петре I Галерная гавань, тогда ещё за чертой города и у которой возник рабочий городок. 

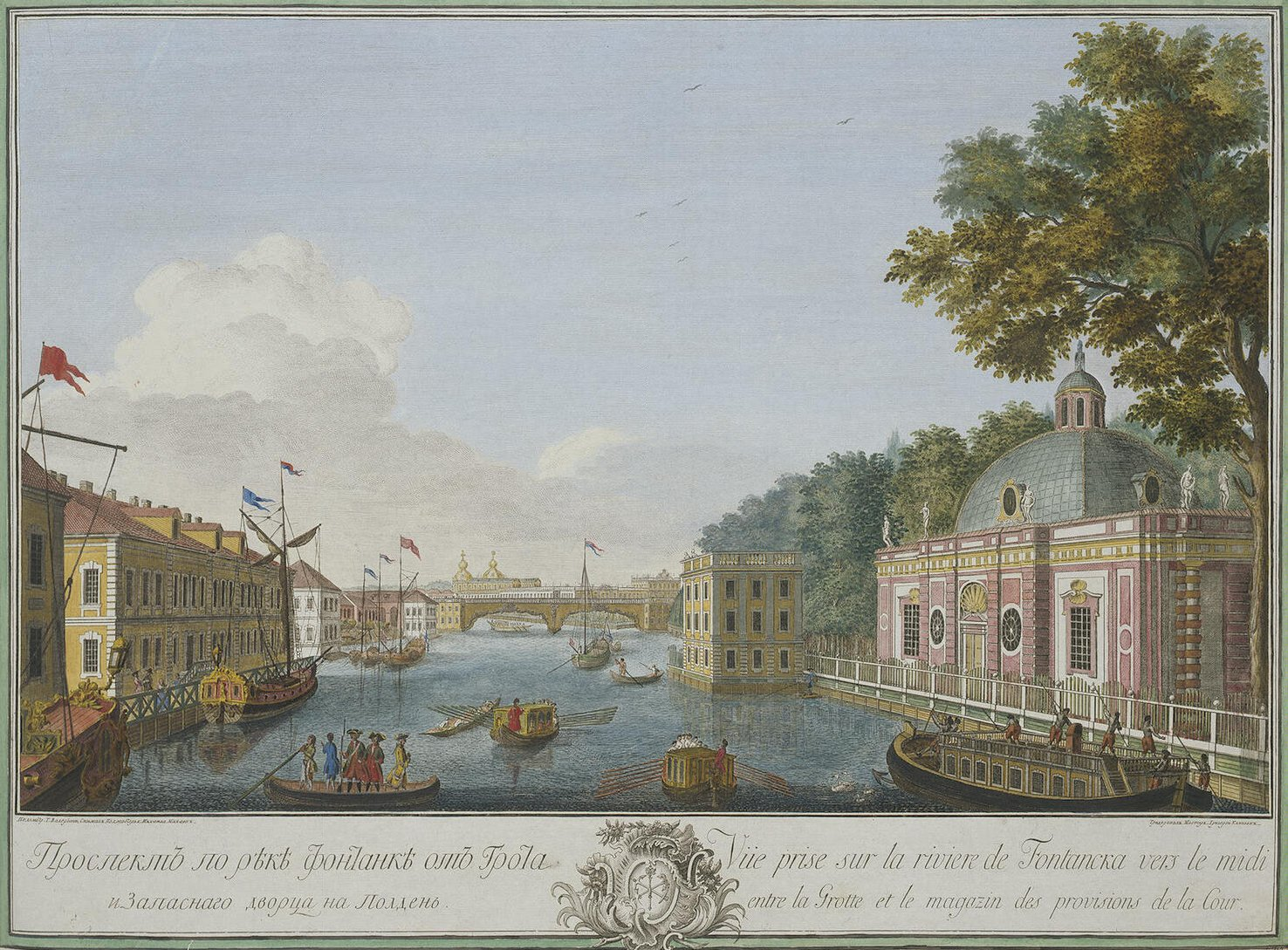
Проспект по реке Фонтанке от Грота и Запасного дворца на полдень, Михаил Махаев

С 1733 года велась осушка болот у Лиговского канала. Миних в рамках подготовки земли для строительства новых районов осуществил крупные планировочные и гидротехнические проекты, в частости осушение территорий и инженерной подготовки в зоне Лиговского канала. Он проложил перспективные дороги на Московской стороне, благоустроил набережные реки Мойки, занимался ремонтом выходящих из города дорог, например Нарвской дороги. Под руководством Миниха был достроен Ладожский канал.  

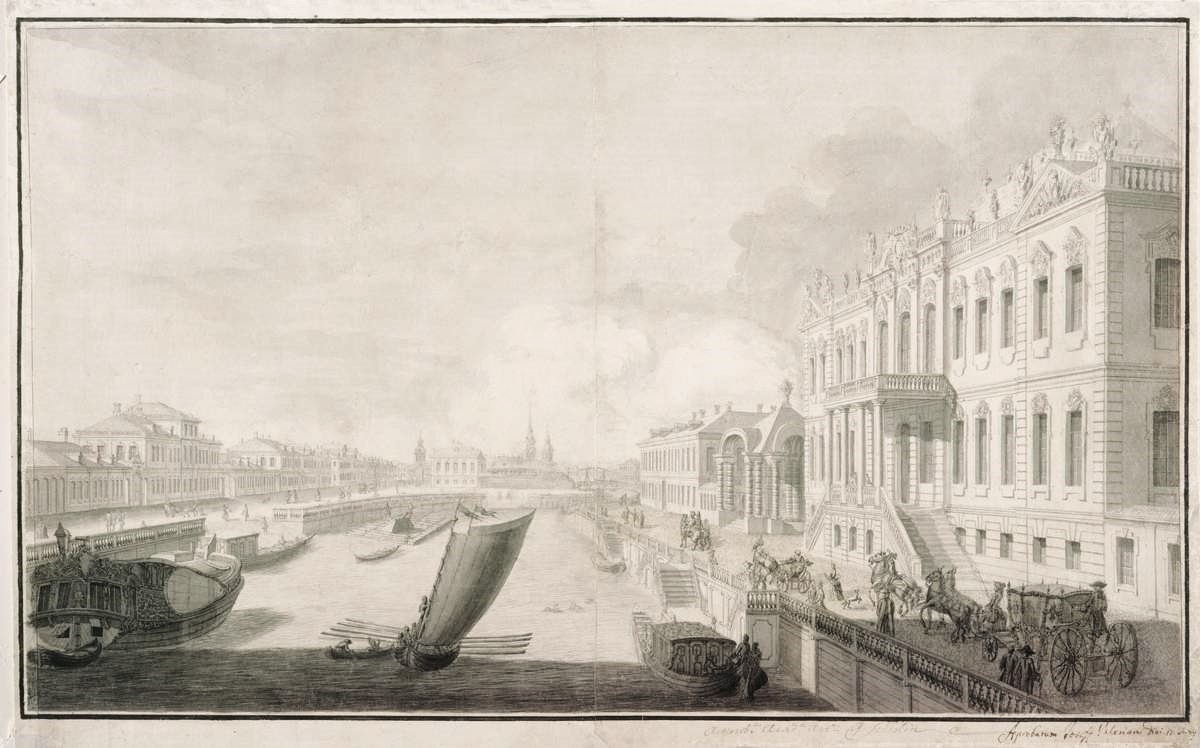
Вид на Мойку от Крюкова канала и дворца графа П. И. Шувалова, 1759 год

К 1739 году в городе было построено 40 мостов, но все они были безымянными. Сообщение между Петроградской и Адмиралтейской сторонами осуществлялось по воде. У Троицкой площади располагалась пристань, с которой на суднах перемещались до места будущего Мраморного дворца. Единственный наплавной мост через Неву — плашкоутный Исаакиевский мост позволял в летнее время осуществлять сухопутное сообщение между Васильевским островом. В 1758 году на средства купцов был построен наплавной Тучков мост, объединивший Васильевский остров с Петровской стороной. В 1737 году предлагалось строительство каменных мостов на Васильевском острове, но на это не хватило средств.
После 1737 года, после масштабных пожаров были пересмотрены меры по благоустройству городских улиц и для предотвращения распространения пожаров. Распространению огня способствовала высокая плотность городской застройки в некоторых районах и поэтому было велено отныне строить широкие улицы, переулки и обеспечить имевшимся участкам обширные дворы. Основная часть застройки в середине XVIII века была деревянной. Каменную застройку при правлении Елизаветы можно было встретить на Миллионной, Луговой улицах, Английской набережной.

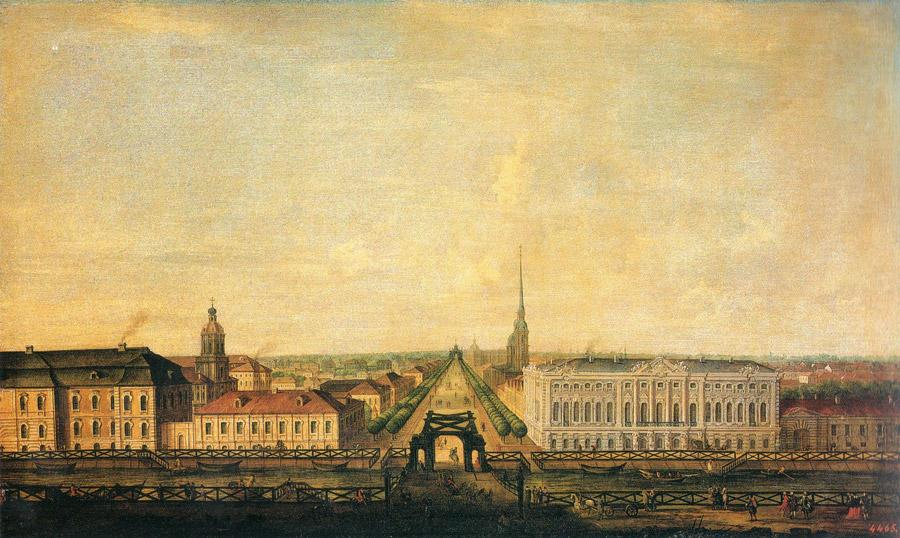
Невский проспект, XVIII век

К 1740-м годам сформировался стандартный для Петербурга размер городских участков с широкими лицевым фронтом вдоль улиц. На главных улицах с 1737 года дозволялось строить отныне кирпичные здания в 1,5 — 2 этажа на высоком подвале. Сформировались привычные размеры городских фасадов. Петербург начал приобретать знакомые для современности черты. Широкий проспект с 1738 года стал основной градообразующей ячейкой исторического центра Петербурга. Вопреки распространённому мнению, при Петре I в Петербурге не строились городские проспекты, а ширина улиц внутри городских районов не превышала 10 метров. При Анне велось благоустройство центральных улиц, тогда современники при посещении Петербурга уже упоминали о широких и вымощенных улицах. Однако большая их часть оставалась неблагоустроенной как при Анне, так и к концу правления Елизаветы. Такие улицы были засыпаны мусором и конским навозом. Для перемещения пешеходов настилались узкие деревянные мостки. Если улицы мостили, то булыжником, однако по нему было крайне трудно передвигаться на лошадях во время дождя или зимой, и лошади с повозками часто присваивали деревянные пешеходные мостки, создавая неудобства пешеходам. В городе выделялся ухоженный Невский проспект, не только мощённый, но и украшенный двумя рядами деревьев по бокам.
В середине XVIII века в Петербурге работали два госпиталя с операционной для армии и флота. Здесь также проводились научные исследования и образование будущих врачей и хирургов. В городе работала сеть аптек, по закону лекарства не дозволялось покупать без приказа от врача, поэтому при аптеках на государственное жалование работали врачи, принимавшие ежедневно посетителей среди городских бедняков. Посетитель в том числе мог получить бесплатное лекарство «как помощь императрицы», если был не в состоянии его оплатить. Отпускать лекарства без лицензии было строжайше запрещено под угрозой ссылки.
| |
| Исаакиевский наплавной мост через Неву, гравюра Качалова и Виноградова по рисунку М. И. Махаева, 1753 год |

## Архитектура

### Аннинский период
Архитектурная эпоха Анны Иоанновны не была выдающейся, и аннинский период считается переходным между петровским и елизаветинским барокко. При Анне строились здания в стиле петровского барокко, но больше с возвращением к русским традициям. Императрица своей первостепенной задачей ставила планировку городских улиц и формирование градостроительной системы под предводительством Еропкина. При Анне продолжалось или было завершено строительство многих незаконченных при Петре I проектов — Петропавловского Собора, здание 12 коллегий, Кунсткамеры. Построенные при Анне здание Адмиралтейства (ставшее прообразом для современного здания) и Партикулярной верфи против Летнего сада были оформлены башнями с острыми шпилями, по аналогии со шпилем, что венчал Петропавловский собор.
Примеры достопримечательности, построенных в аннинский период — Церковь Симеона и Анны по проекту Михаила Земцова, ученика Трезини, Пантелеймоновская церковь, построенная по проекту Коробова или каменное здание Адмиралтейства по проекту Ивана Коробова. При Анне был расширен Екатерингофский дворец.

### Елизаветинское барокко
В период царствования Елизаветы Петровны русское барокко достигло своей вершины. Если петровское барокко было строгим в оформлении, то здания елизаветинского периода особо выделялись своей пышностью в оформлении фасадов. Многие дворцы и храмы, построенные в эту эпоху признаны шедеврами петербургской градостроительной традиции. В частности при Елизавете был построен современный Зимний Дворец по проекту архитектора Растрелли. Елизаветинский период в истории архитектуры принято называть елизаветинским барокко. Главным представителем этого направления стал Растрелли. Этот архитектор оказал беспрецедентное влияние на архитектурный облик города и с дозволения Елизаветы получил полную творческую свободу. У Растрелли не было соперников. Другие петербургские архитекторы были в основном его учениками или подражателями. Эпоха Растрелли закончилась вместе с кончиной Елизаветы.

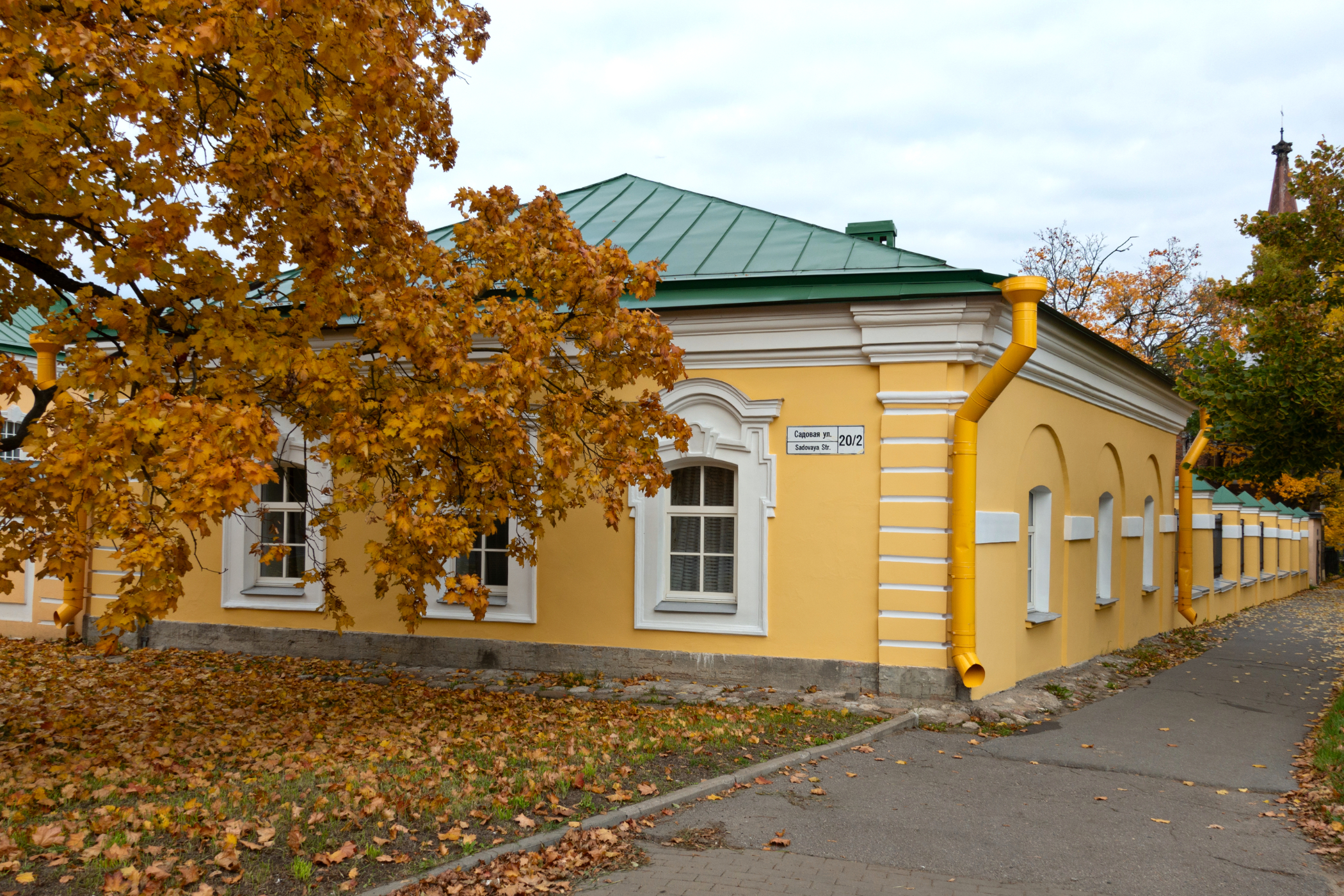
Жилой флигель нижних конюшен, один из немногочисленных сохранившихся примеров рядовой каменной застройки эпохи Елизаветы

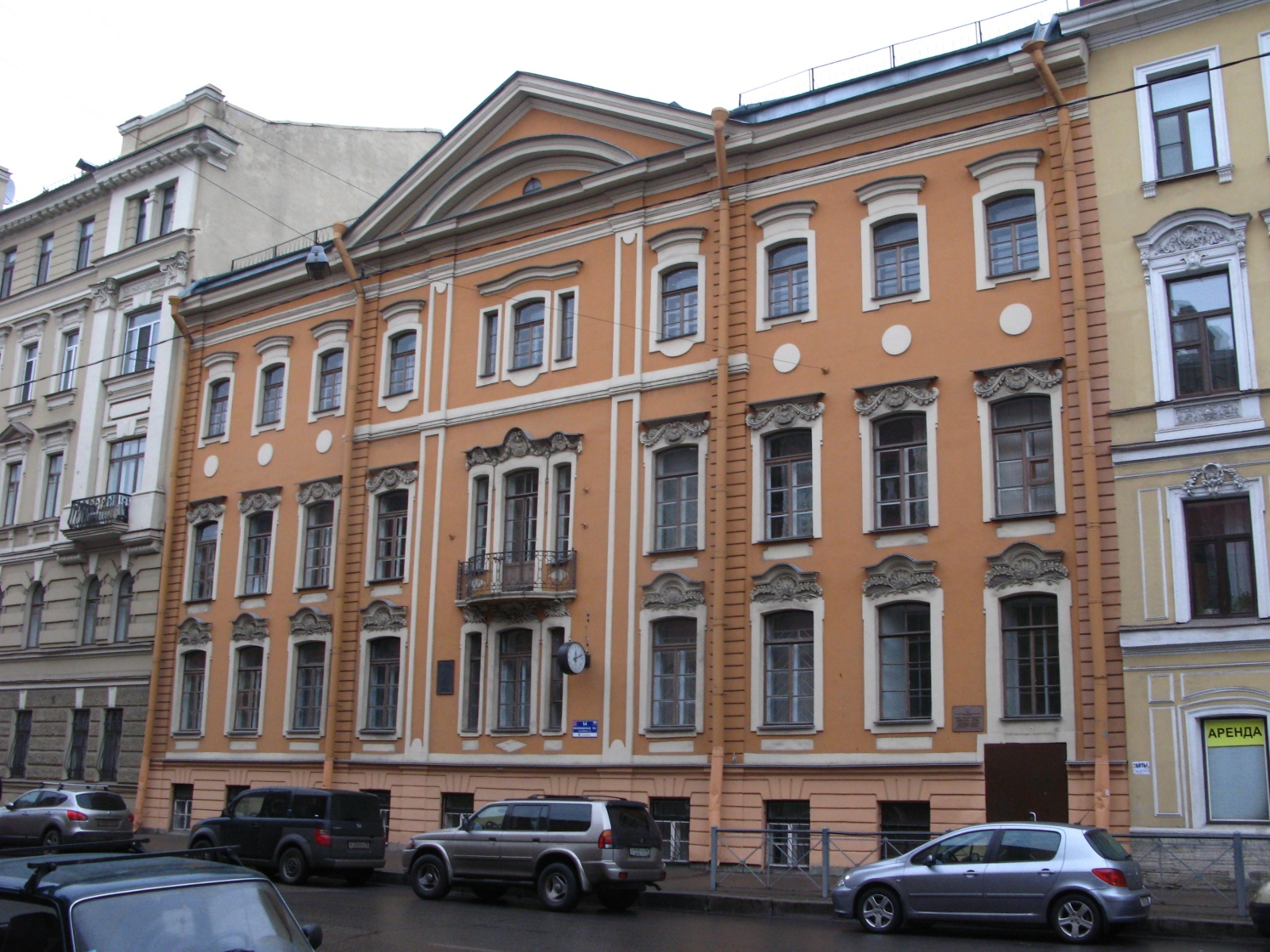
Один из немногих сохранившихся примеров зажиточной рядовой городской постройки из 1740-х годов, третий этаж в современном виде был надстроен двумя веками позже

Елизаветинское барокко, в отличие от архитектурных направлений прошлых эпох, приобрело истинную монументальность, сам стиль уже был больше приближен к рококо. Растрелли стал первопроходцем в возведении рококо в монументальных, пластичных и массивных масштабах. Здания елизаветинского барокко при своей особой монументальности создавались из кирпича, гипса и дерева. Для оформления стен использовали ризалиты — выступы, в украшениях использовали полуколонны и трёхчетвертные колонны. Детали ордеров не выявляли конструктивные основы здания и несли чисто декоративную функцию. Для оформления фасада использовали скульптурный декор. Фасады зданий обильно украшались рядами колонн, лепными рельефами на фронтонах и наличниках. Для елизаветинского барокко было свойственно украшать фасады зданий фронтонами со статуями и украшенным по середине картушем — щитом с гербом или вензелем владельца особняка. В царских особняках картуши украшались коронами. Здания красились в белые и жёлтые тона.
Рядовые городские застройки напоминали смешение французского и голландского барокко и редко строились выше двух этажей. Многие здания были деревянными, но покрывались штукатуркой для придания престижного облика. Такие дома украшались барочными орнаментами, деревянными портками и колоннами. Выступающие концы брёвен прятались за вертикальными досками, который штукатурились, образуя пилястры. Россияне традиционно предпочитали жить в деревянных постройках, считая их более пригодными для жизни.
Для елизаветинского барокко было свойственно возвеличивание героизированных образов для прославления Российской Империи на примере Зимнего, Екатерининского дворцов, Петергофа. Для таких построек была типична масштабность, праздничность, обилие пышных декорации, использование позолоты. Многим современникам не нравился излишне вычурный стиль елизаветинского барокко. После её смерти произошёл откат в сторону выраженно строгого классицизма, который на долгие годы станет господствующим архитектурным направлением, но так и не уничтожит полностью наследие, оставленное при Елизавете. Построенный при Елизавете Манеж Первого кадетского корпуса сочетал в себе элементы раннего классицизма, который получит распространение при Екатерине II.
В середине XVIII века русские архитекторы начали играть такую же важную роль в строительстве Петербурга, как и иностранные, важными архитекторами эпохи были Фёдор Аргунов, Савва Чевакинский и другие
| |  |  |  |  |
| Дворец Шувалова, Зимний дворец, Строгановский дворец, Большой Екатерининский дворец, Здание Первого кадетского корпуса (здания середины XVIII века красились в белые и жёлтые тона, современные здания не сохранили оригинальную цветовую палитру) |  |  |  |  |

### Церковная архитектура
В эпоху Анны Иоановны при церковном строительстве продолжали соблюдаться западные новаторские нововведения Петром I, воплощением которых стал Петропавловский собор с подчёркивающем острым шпилем — колокольней, при этом усилилось влияние московской церковной традиции, в церквях снова возводились ярусные колокольни. Ярким примером такой постройки стала Церковь Симеона и Анны на Моховой улице.
Елизаветинское барокко наследовало и развивало архитектурные достижения московского нарышкинского барокко конца XVII века, в частности храмовые архитектурные традиции — луковичные пятиглавия и крестово-купольную схему. На развитие церковного барокко важное влияние оказал Растрелли, в своих проектах сумевший объединить несколько архитектурных стилей, форм и приёмов для созданий новой формы русского барокко. Яркие образцы церквей в стиле барокко — ансамбль Смольного монастыря, Николо-Богоявленский морской собор, Большая церковь Зимнего дворца, Церковный корпус Большого дворца. По проекту Растрелли был возведён знаменитый Смольный монастырь по приказу Елизаветы, где императрица хотела провести старость. Смольный собор примечателен сочетанием барокко и замкнутой формы традиционных русских церквей, соблюдая при этом строгую симметрию.

Несмотря на то, что елизаветинский период оставил после себя серию ярких церковных памятников, в середине XVIII века большинство городских церквей по-прежнему представляли собой низкие, деревянные и невзрачные постройки, на постройке храмов экономили и воровали. 
| |  |  |  |  |
| Смольный собор, Николо-Богоявленский морской собор, Андреевский собор, Церковный корпус Петергофа, Благовещенская церковь |  |  |  |  |

## Культура
Середина XVIII века в истории Петербурга — золотая эпоха русского двора, в своей пышности он не отставал от лучших дворов Европы. При дворе устраивались торжественные балы, приёмы, маскарады, спектакли, концерты и прочие увеселительные мероприятия. Они истощали государственную казну. Дворяне соревновались между собой в показной роскоши, пышности нарядов, карет, дворцов, количестве прислуги.

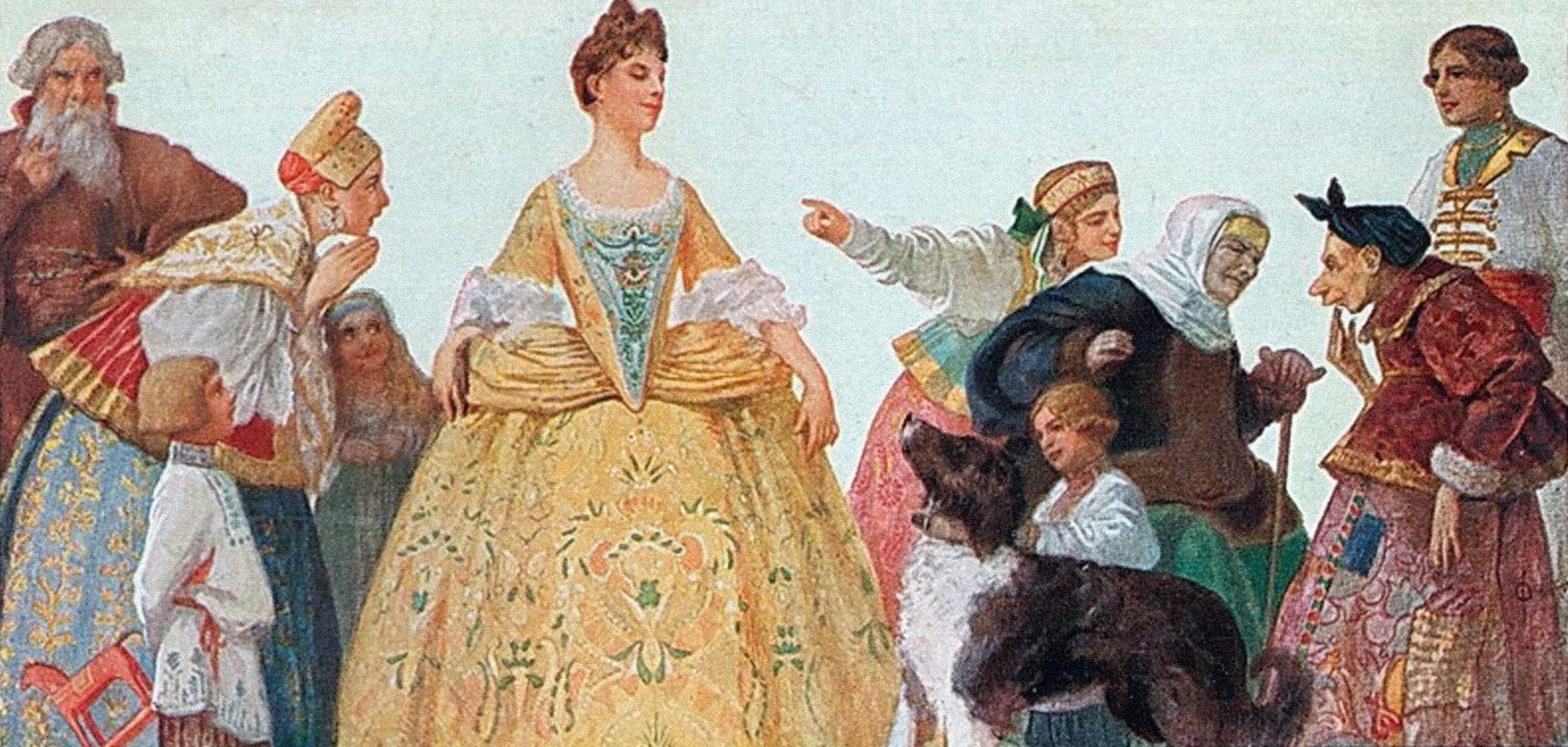
«Эко чучела!», Сергея Соломко. Дворянская западная мода воспринималась ещё чужеродно среди населения

В Царствование Анны и Елизаветы среди русской знати шло постепенное принятие западного образа жизни и моды, которая при Петре I воспринималась, как ересь и навязываемая царём причуда.  Аннинский период сопровождался одновременно возрождением Петербурга, как столицы, но и культурным консервативным откатом, как реакция на насильственную европеизацию, проводимую Петром I. Среди знати произошёл культурный раскол, повальная мода на византизм и показной пиетет к православию сочетался с особым засильем немцев при русском дворе, которыми окружила себя Анна.
При Елизавете происходил расцвет дворовой культуры, театра и живописи. Её двор состоял в основном из русских, стоявших в оппозиции московской консервативной знати и приобщившихся к западному образу жизни. Тем не менее Москва оставалась столицей российского дворянства, её называли духовной или «первопристольной» столицей. Многие русские дворяне в Петербурге жили принуждённо и с выпущенным Петром III Манифестом о вольности дворянства многие из них переехали в Москву. Сама же Москва сформировалась, как оппозиционный центр, противившийся последствиям Петровских реформ и правительству Петербурга, продолжая проносить русские традиции, отвергнутые Петром. Середина XVIII века в истории России и главным образом Санкт-Петербурга связывается с начальным этапом российской эпохой просвещения.

### Балы и развлечения знати
Ассамблеи, проводимые Петром I продолжали какое то время существовать после его смерти, их любила проводить Екатерина I. Анне Иоановне удалось сформировать первый полноценный европейский двор в России, даже если он был значительно скромнее дворов при Елизавете или Екатерине. Императрица хотела сформировать двор, по пышности не уступавший европейским дворам По этой причине считается, что именно с 1732 года Петербург стал центром придворной жизни. Анна учредила ряд придворных должностей и завела обширный штат служителей. При Анне во дворе начали исполнять итальянскую оперу, балет и музыку с участием оркестра.

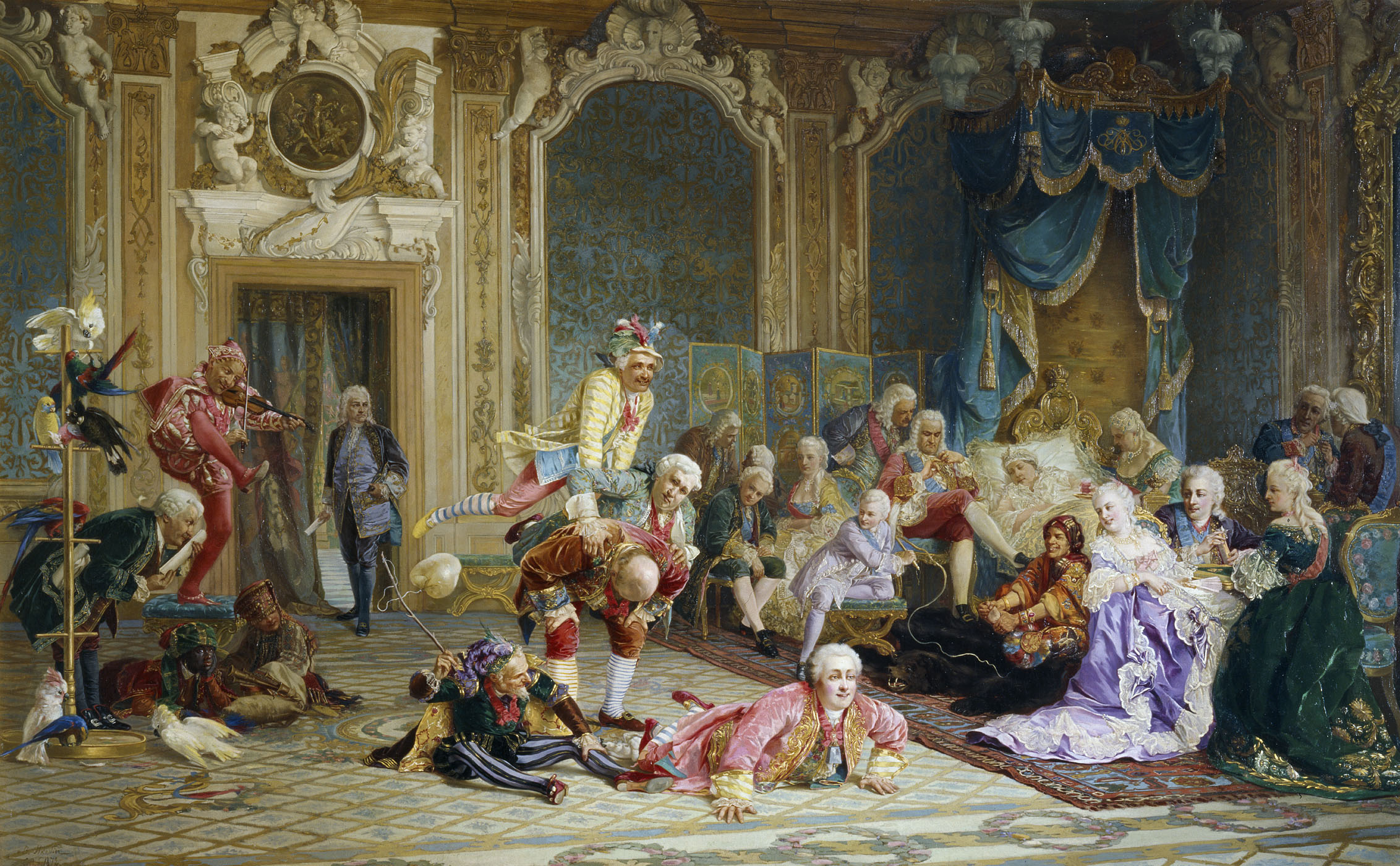
Шуты в спальне Анны Иоанновны (Якоби В. И., 1872 год)

Анна Иоанновна запомнилась, как царица, любившая разного рода увеселения и склонная к крайнему расточительству. Дворяне тратились на дорогие и яркие наряды, заменившие скромные рабочие немецкие костюмы при Петре I. Анна любила по любому поводу устраивать пышные балы и при них также массово запускала фейерверки, обеспечивая зрелище всем жителям на берегу Невы. Также императрица любила устраивать азартные игры. Анна Иоановна запомнилась, как спорная личность, любившая унижать других например она ради шутки позвонила в пожарный колокол, перепугав жителей Петербурга или публично унижала приближённого Михаила Голицына за принятие католичества и повторной женитьбы. Анна сделала из него шута, устроила оскорбительную шутовскую свадьбу, насильно поженив его со старой калмычкой и заставив провести их брачную ночь в Ледяном дворце. Этот небольшого размера, но красиво украшенный дворец был построен в холодную зиму 1739/40 года на замёрзшей Неве.
Анна Иоанновна завела традицию стрелкового спорта среди дворянства. Зимой царица устраивала тир в дворцовой галерее, где стрельба в птиц велась луком. Анна устраивала охоты на лошадях и для этого завозя животных из разных частей России. Царица запрещала охотиться любым частным лицам в 12 милях от Петербурга под страхом наказания, чтобы не изводить дичь для придворной охоты.
Взошедшая на престол Елизавета Петровна продолжила традицию Анны постоянно устраивать роскошные балы. При этом двор при Елизавете состоял уже в основном из русских, стоявших в оппозиции московской консервативной знати. При Елизавете балы проводились в императорских дворцах каждое воскресенье, по понедельникам проводились театральные представления, по средам — маскарад и четвергам — комедийные представления. Из-за излишних правил на императорские балы приходило мало людей, дворяне предпочитали посещать частные балы. Елизавета запрещала посещать маскарад дважды в одном и том же наряде. При царице начали устраиваться балы «метаморфозы», где мужчины и женщины должны были одевать костюмы противоположного пола. Елизавета также любила «балы» для детей придворных и устраивала торжественные процессии с участием флотилий, яхт и гондол. При Елизавете среди знати в моду вошли огромного размера причёски и обилие косметики как на женщинах, так и на мужчинах. Елизавета питала особую страсть к нарядам. В одном из пожаров было уничтожено около 4000 платьев царицы, а после её смерти двор унаследовал около 15 000 императорских платьев.
При Елизавете в Царском Селе по проекту Растрелли была построена катальная горка с колясками, на которых можно было кататься и летом. Высота спуска составляла 20 метров, а длинна — 270. Катальные горки стали первым в мире подобного рода сооружением и прообразом т.н. «русских горок».

## Население

Общественная жизнь у зданий 12 коллегий, 1753 год

### Мануфактура

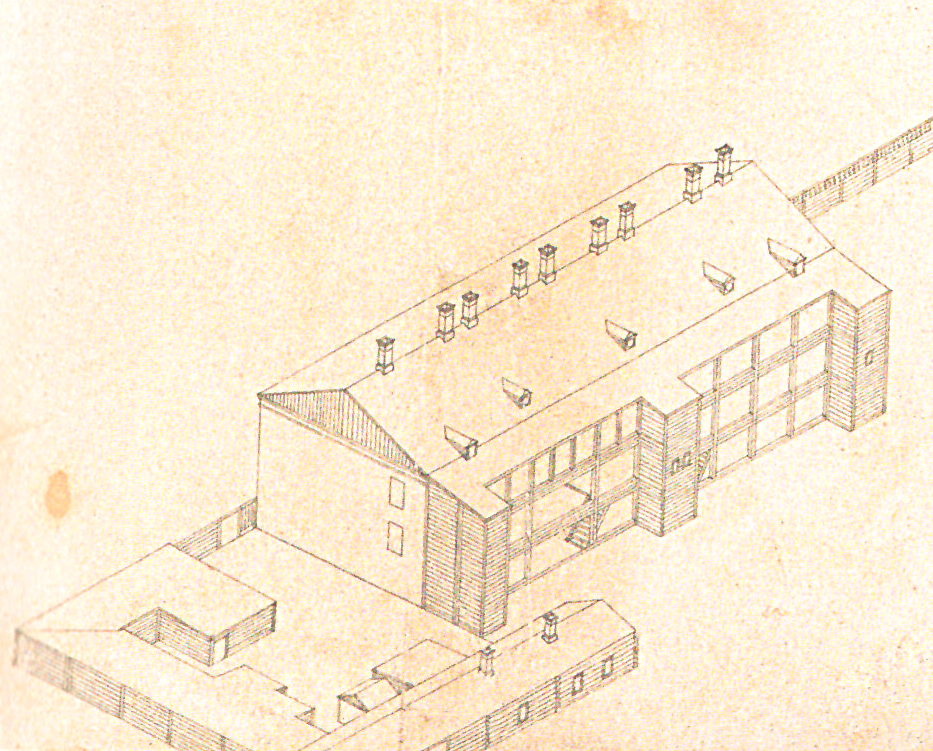
Производственное здание в районе Большой садовой улицы и Сенной площади

### Торговля

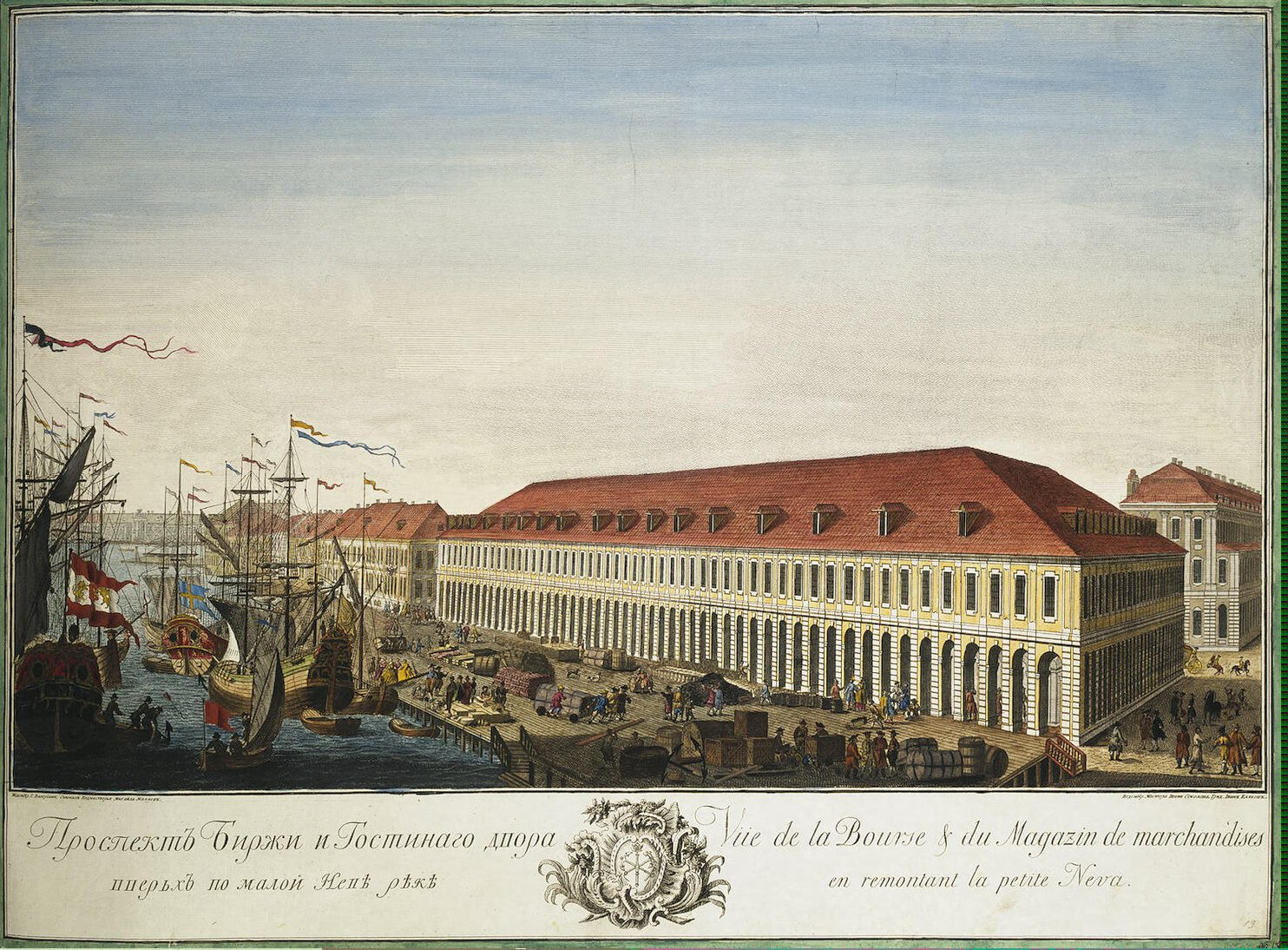
Один из портов на Неве, проспект Биржи и гостиный двор на месте будущего Пушкинского Дома, 1753 год